# Musée de l'École de Nancy
Le musée de l'École de Nancy est un musée situé à Nancy et consacré au courant artistique de l'Art nouveau nancéien connu sous le nom d'École de Nancy. Aménagé dans l'ancienne propriété d'Eugène Corbin, grand mécène du mouvement, il a été officiellement ouvert au public, sous sa forme actuelle en 1964. Dans le jardin du musée se trouve un aquarium, classé monument historique, une porte réalisée pour les usines d'Émile Gallé ainsi qu'un monument funéraire.
Les collections exposées sont formées de salles aménagées dans le style Art nouveau (chambre, salle de bains, bureau, salle à manger), de vitrines, consacrées notamment aux œuvres d'Émile Gallé ou de la manufacture Daum, et de dessins d'Henri Bergé. Parmi les artistes exposés, on peut aussi citer Victor Prouvé, Eugène Vallin, Louis Majorelle et Jacques Gruber.

## Historique
À l'issue de l'Exposition d'art décoratif moderne lorrain, le Comité d'art décoratif lorrain fait l'acquisition de dix-sept pièces d'Émile Gallé, Victor Prouvé, Louis Hestaux et Camille Martin, afin de créer un musée. Le musée d'Art décoratif est ensuite créé, en 1900, par délibération du conseil municipal de Nancy et installé en 1901 dans une salle du musée de Peinture et de Sculpture, situé au rez-de-chaussée de l'hôtel de ville, et son premier gestionnaire est Jules Larcher. Trente-neuf verreries d'Émile Gallé, sélectionnées par l'artiste, sont à nouveau achetées en 1903, à la suite du vote de nouveaux fonds. Édouard Bour offre trois autres pièces la même année et, à la suite de son décès en 1907, le musée acquiert son premier meuble. En 1909, lors de l'Exposition internationale de l'Est de la France, le musée acquiert des pièces des industries d'art régionales (Baccarat, Keller et Guérin et cristallerie de Saint-Louis), par achat et don.

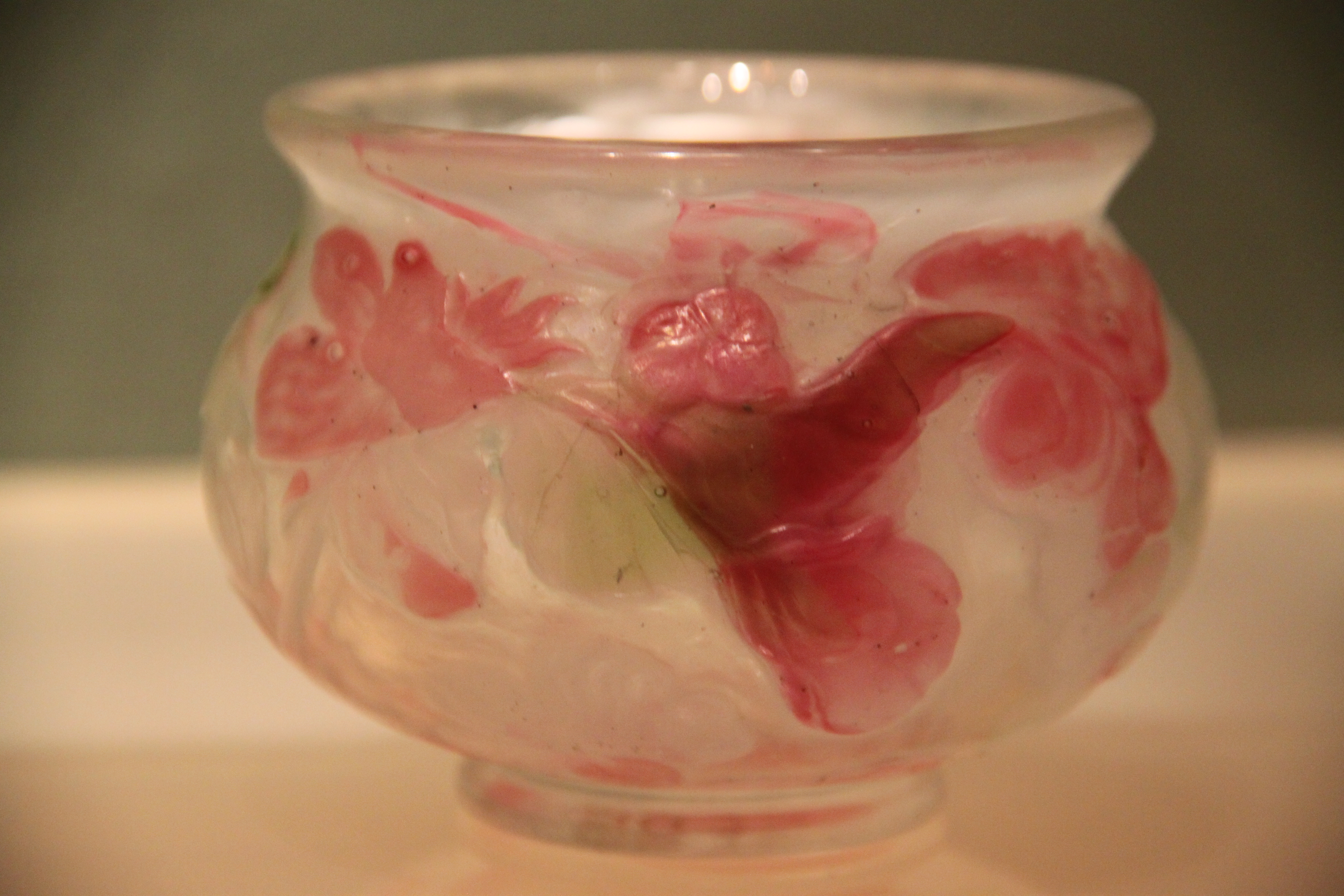
Coupe bégonia rose, Émile Gallé (vers 1894), achetée par le comité de l'exposition de 1894.
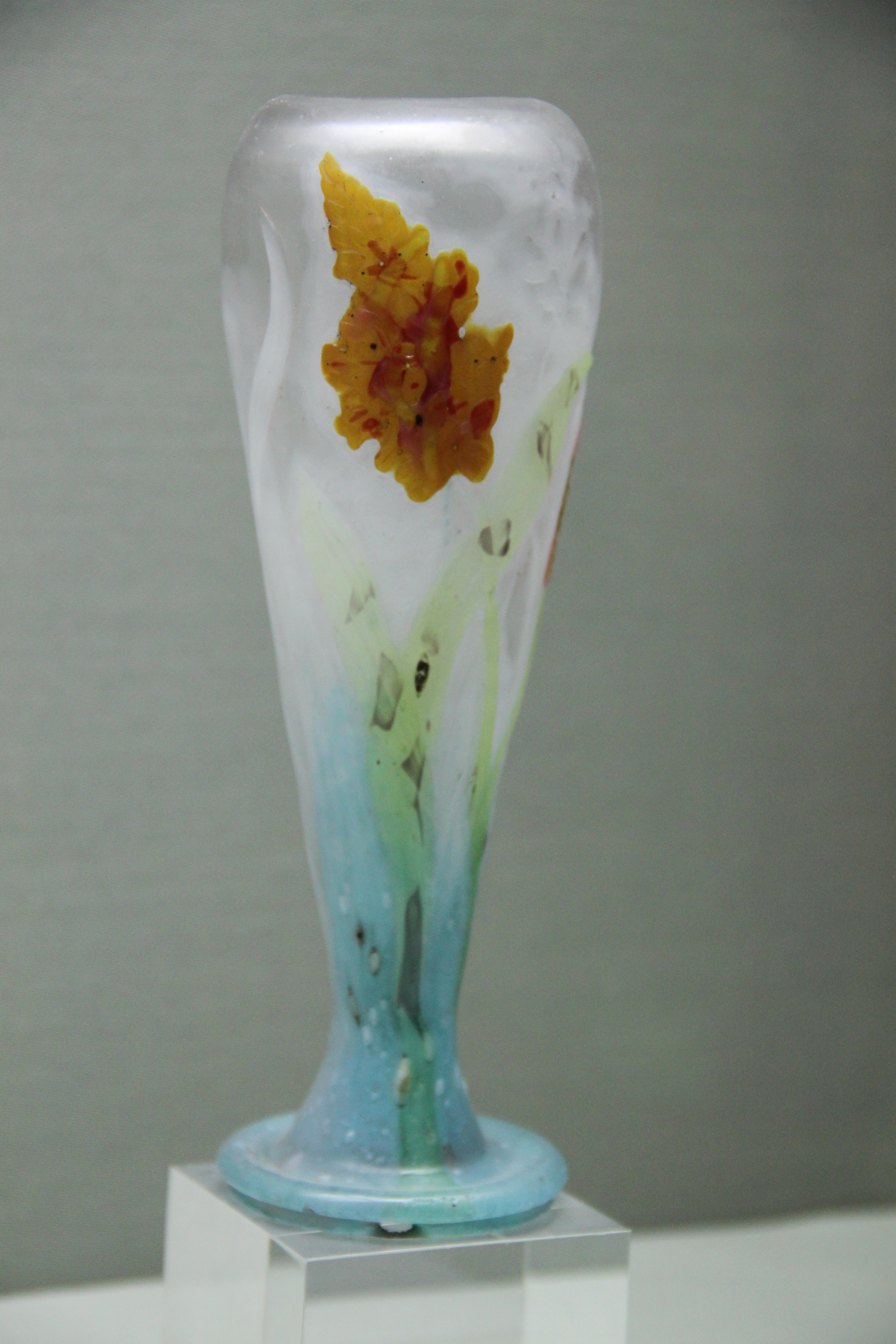
Vase orchidée (1897), achat à Émile Gallé en 1904.
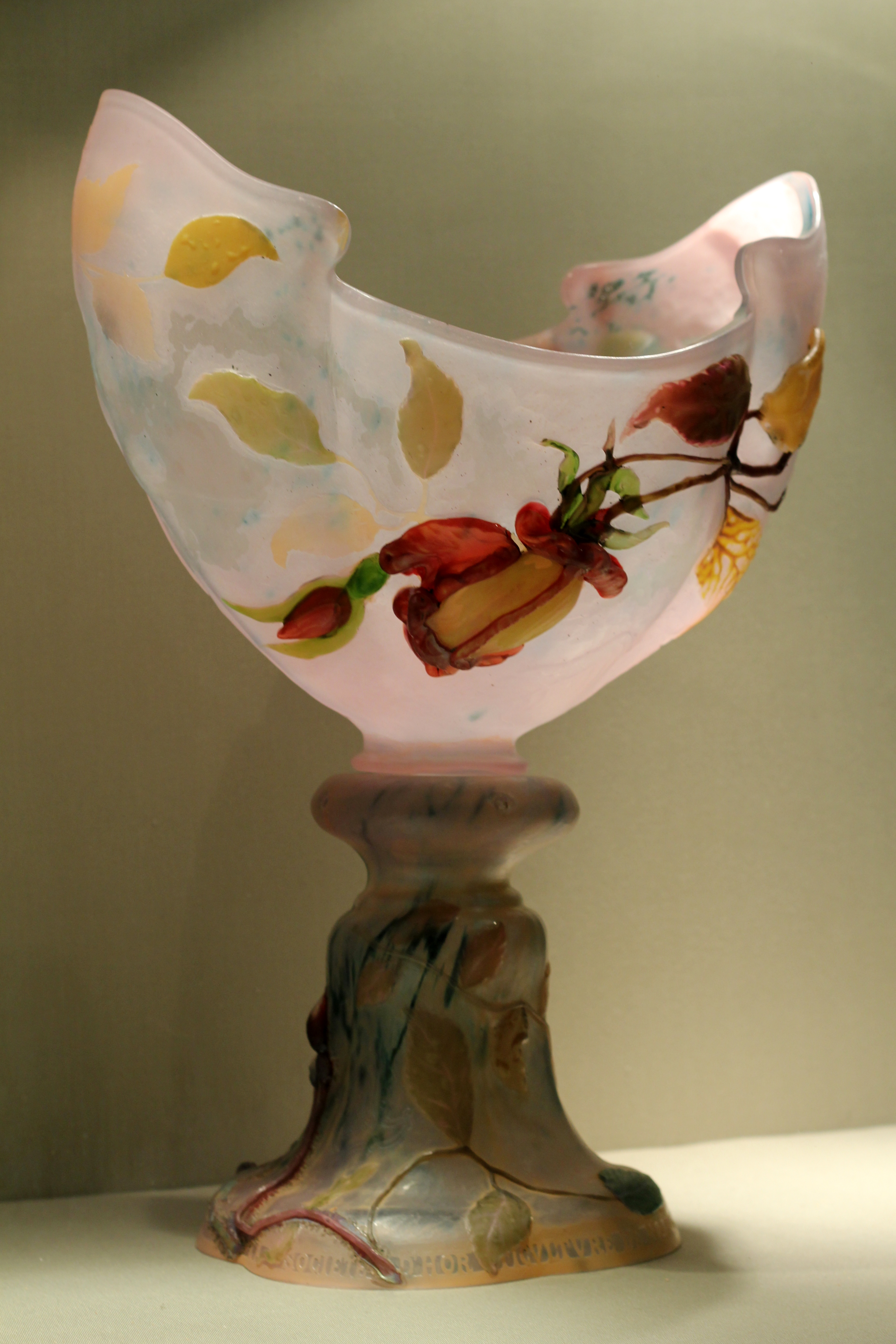
Coupe rose de France (1901), pièce maîtresse d'Émile Gallé, offerte par la société d'horticulture de Nancy à Léon Simon, son président ; après sa mort en 1913, ses fils en font don au musée.

Durant les années 1910 et 1920, la politique d'acquisition est hétéroclite — c'est-à-dire ne privilégiant pas forcément l'art décoratif moderne et de Lorraine — et est ralentie par la Première Guerre mondiale. La reprise a lieu en 1921, où des pièces Art déco, et non plus Art nouveau, rejoignent le musée (verreries Daum, vitrail de Jacques Gruber, céramiques des frères Mougin). En 1927, à la suite de la mort de Louis Majorelle, ses descendants offrent plusieurs de ses meubles au musée.
En 1935, la collection École de Nancy d'Eugène Corbin, un des très grands mécènes du courant artistique, est donnée à la Ville de Nancy. Ses héritiers donnent aussi au musée, que ce soit Louis, son frère en 1935, ou l'épouse de Charles Masson et sœur d'Eugène Corbin, en 1938. Cette collection est installée aux Galeries Poirel.

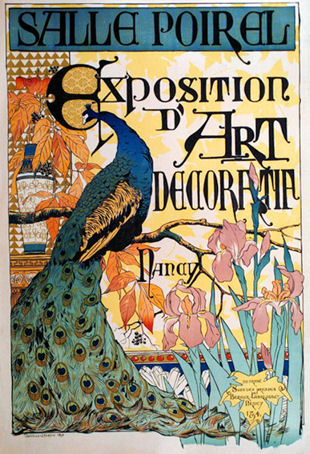
Affiche de Camille Martin, vantant l'Exposition d'art décoratif lorrain de 1894 aux galeries Poirel.
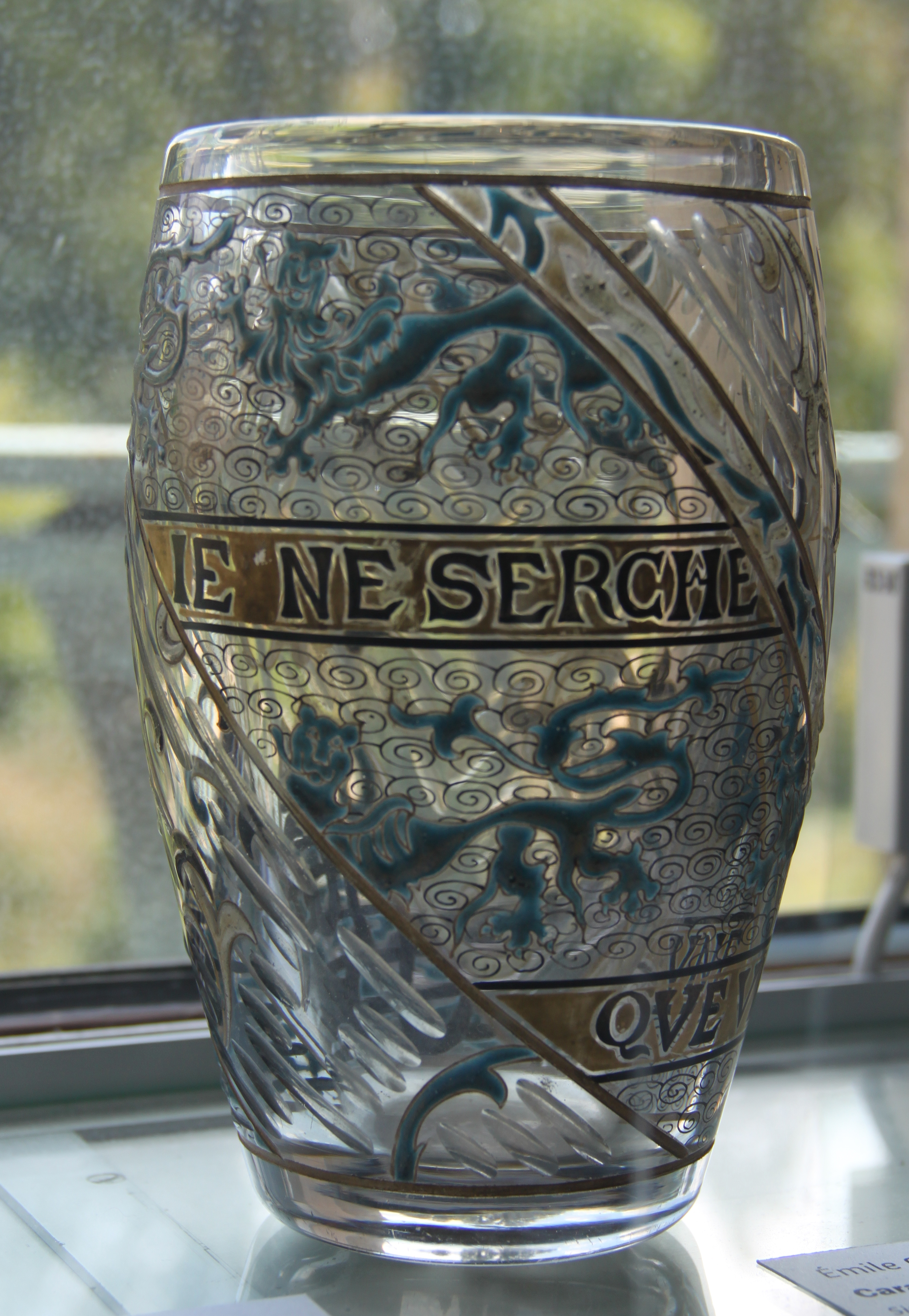
Je ne cherche que une, Émile Gallé (1878), don de J. B. Eugène Corbin (1935).
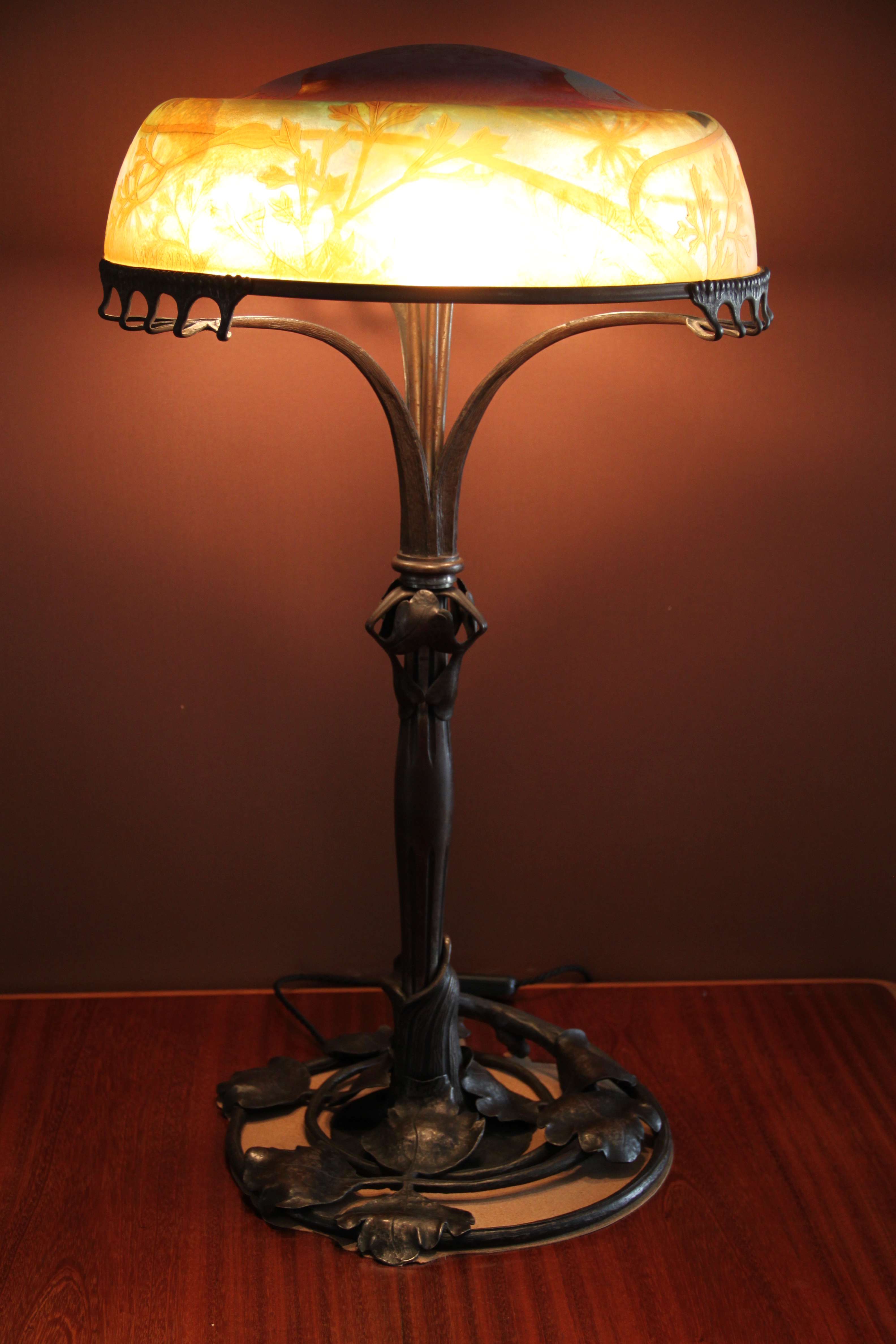
Lampe aux ombelles, Louis Majorelle, pied et Manufacture Daum, abat-jour (1903-1904), don de J. B. Eugène Corbin (1935).

Le musée est installé dans une grosse maison bourgeoise construite à la fin du XIXe siècle et au début du XXe Cette demeure avait appartenu à Eugène Corbin, homme d'affaires fortuné et grand collectionneur. Les premières acquisitions sont présentées au public en 1901. Une aile latérale est construite en 1923. Les collections sont enrichies de manière significative en 1936 par la donation Corbin. Le musée ouvre le 8 juin 1935 mais rencontre peu de succès, malgré la gratuité des visites certains jours et une campagne de communication au niveau local.
En septembre 1939, de nombreuses pièces, dont la liste avait commencé à être établie dès 1936, sont éloignées de la frontière franco-allemande. Elles rejoignent les collections du musée des Beaux-Arts de Nancy, du musée lorrain, de la bibliothèque municipale de Nancy et des archives municipales de Nancy aux châteaux du Bouilh et La Brède. De 1945 à 1964, le musée n'est plus ouvert au public puisque la ville de Nancy souhaite que les Galeries Poirel servent à nouveau aux expositions temporaires. Pendant cette période, le musée continue à acquérir de nombreuses pièces : verreries et meubles d'Émile Gallé, œuvres d'Hector Guimard, et Louis Majorelle.
Le musée ouvre à nouveau en juin 1964 : la presse locale et les héritiers des artistes sont enthousiastes, mais la presse nationale est plus réservée envers le mouvement.
En décembre 1988, la société nancéienne Pont-à-Mousson S.A. donne au titre du mécénat d'entreprise 85 planches aquarellées et dessinées de Henri Bergé, dessinateur puis chef-décorateur à la verrerie Daum de 1895 à 1932, au musée de l'École de Nancy. Les planches proviennent du fonds de l'atelier de Henri Bergé.

## Collections
Les collections comprennent surtout de petites pièces de mobilier et quelques grands ensembles, ainsi que des objets d'art, souvent en verre ou en céramique, conçus par les plus grands représentants de l'École de Nancy. Le musée possède également un important fonds d'arts graphiques.

### Mobilier
Pour mieux restituer l'atmosphère de cette époque, les œuvres sont mises en situation.
Les créations d'Émile Gallé sont bien représentées avec, notamment la commode Les parfums d’autrefois, la table Le Rhin et le lit Aube et crépuscule.
Un piano à queue à décor de pommes de pin, avec une marqueterie dessinée par Victor Prouvé, atteste du talent de Louis Majorelle, de même qu'un buffet Algues et une Salle à manger-meuble-bibliothèque, datées de 1904-1905 et acquises respectivement en 1990 et 1996.
L'ensemble le plus spectaculaire est la Salle à manger Masson, réalisée en 1904 par Eugène Vallin, pour le beau-frère d’Eugène Corbin, Charles Masson. Victor Prouvé réalisa les panneaux de cuir ornant les murs, ainsi que les peintures du plafond sur le thème des cinq sens.

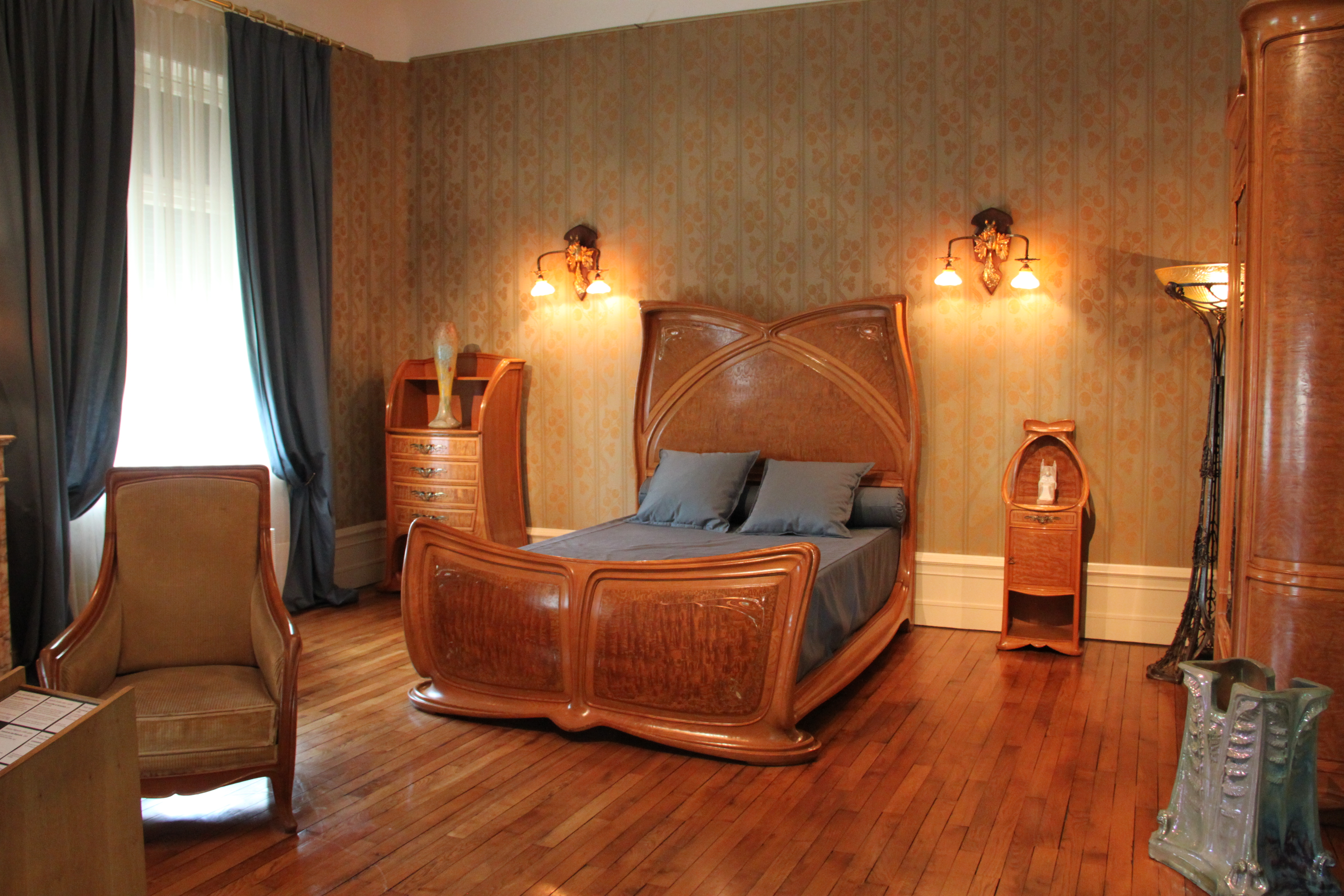
Chambre à coucher Majorelle.
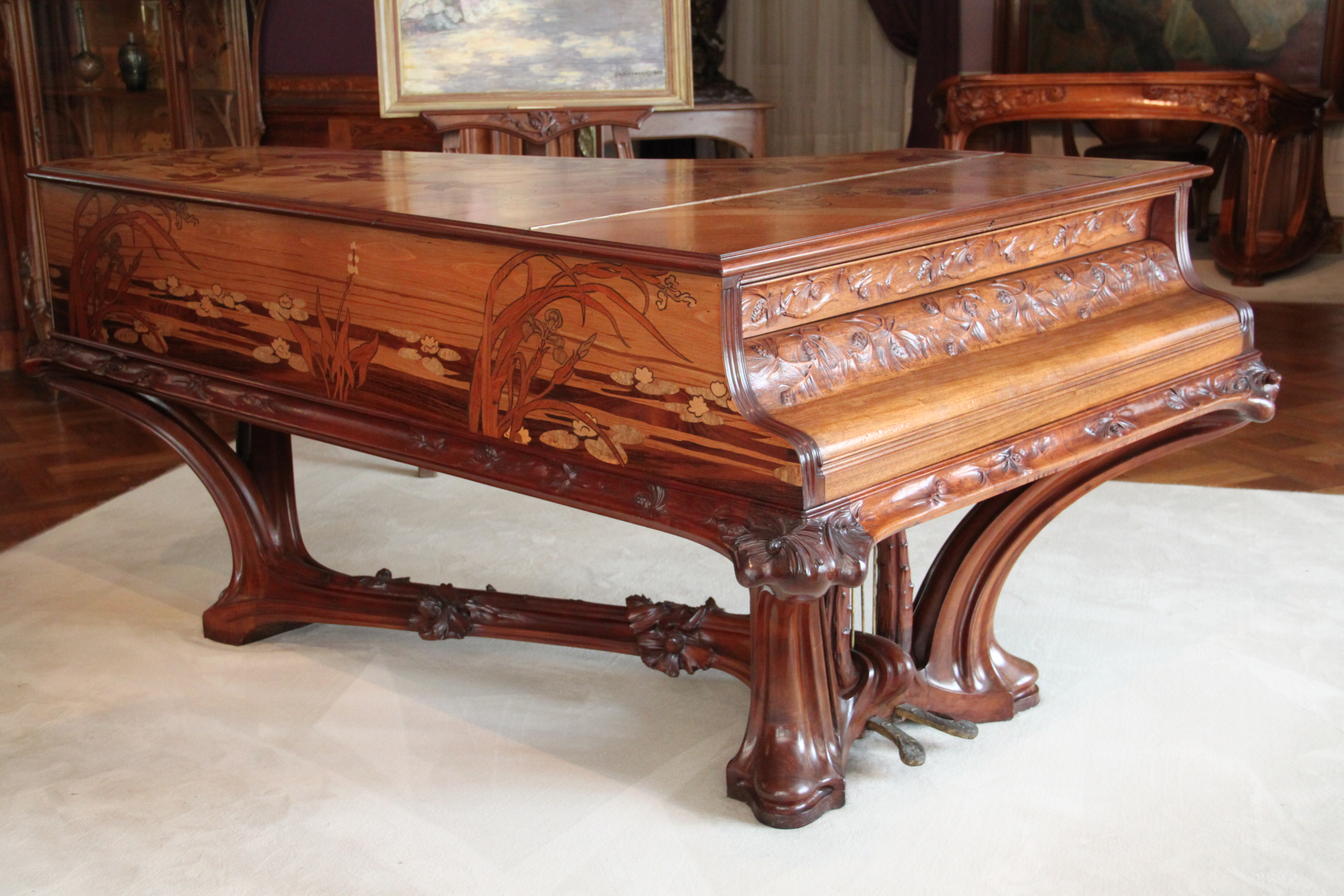
Piano à queue, La Mort du Cygne, de Majorelle (1905).
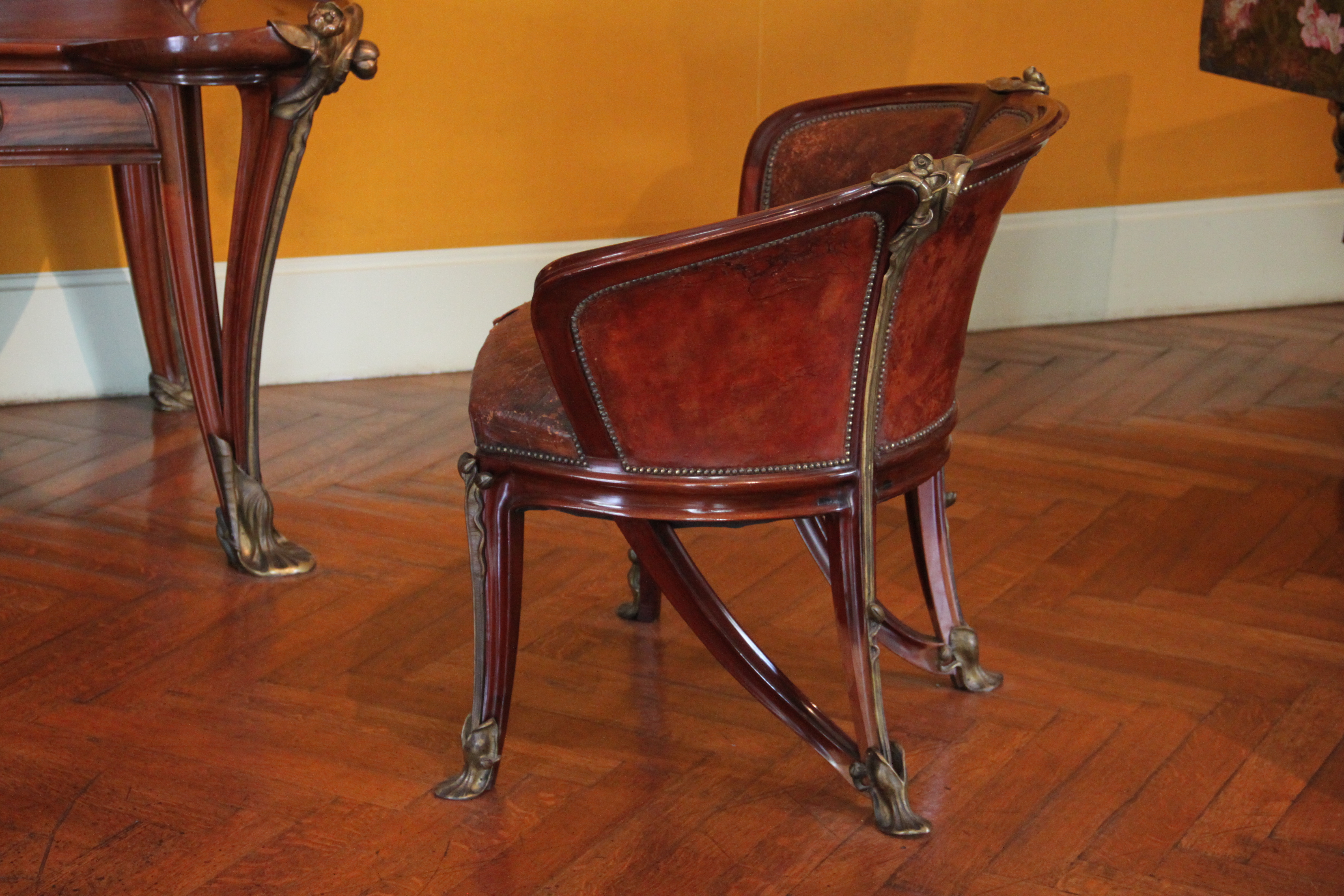
Fauteuil Nénuphars.
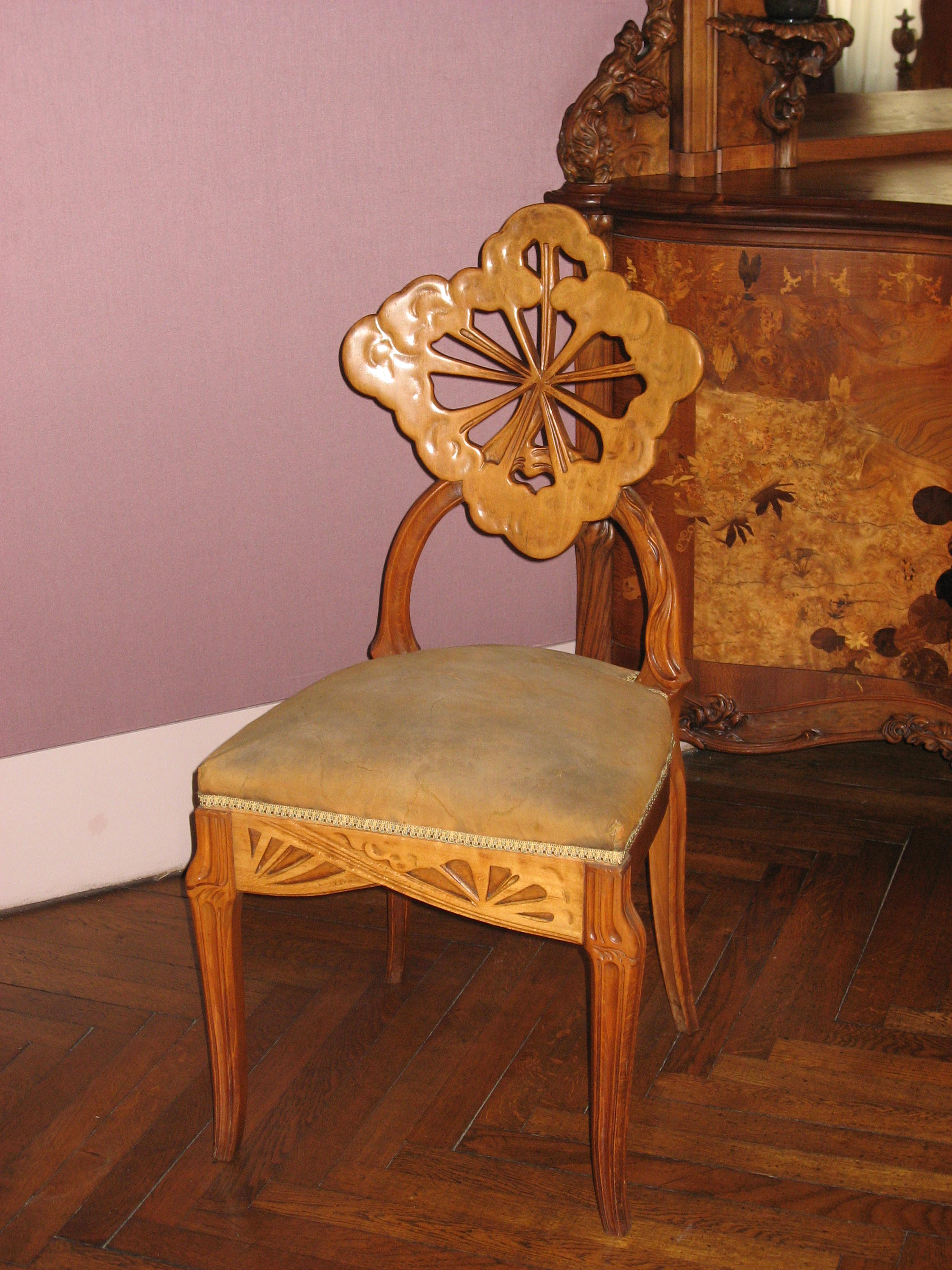
Chaise Art nouveau, avec un motif de berce du Caucase (Heracleum mantegazzianum).

### Verre et céramique
Les vitrines présentent un ensemble de verreries, dont une belle série d'Émile Gallé : coupes, vases et luminaires.
Parmi les acquisitions relativement récentes figurent un Pot couvert tripode, aux couleurs très contrastées (1870-1880) ; un Pot à tabac décoré d'un Gobbo, réalisé à la faïencerie de Saint-Clément, vers 1875 ; un Vase craquelé, daté de 1880 environ, une première pour la technique de la craquelure chez l’artiste ; un Vase aux orchidées Cypripedium de 1882 — le Cypripedium est une plante que Gallé a longuement étudiée ; une Gourde La Reine Blanche, au décor inspiré du Moyen Âge (1882-1884) ; un vase d’inspiration japonaise, Tête de Shi-Shi (vers 1889) ; un Vase aux ancolies, réalisé à l’occasion des fiançailles d’Émile André en 1902 ; un vase Rose Wild ou Érable qui porte aussi la signature de sa collaboratrice, Rose Wild, et fut réalisé en 1903, soit peu avant la disparition des deux artistes.
Exécuté en 1899-1900 — en pleine affaire Dreyfus —, le vase Les Hommes noirs est aussi l'œuvre d'Émile Gallé, en collaboration avec l'artiste engagé, Victor Prouvé, pour la conception du décor et des personnages.
Daum est également présent, par exemple avec un vase tubulaire en verre soufflé à inclusions métalliques intercalaires, Libellules et calthas des marais, daté vers 1903-1904.

### Vitraux
Acquis en 1991, le vitrail Luffas et nymphéas provient de l'une des trois fenêtres de la salle à manger d'un immeuble construit par l'architecte nancéien Georges Biet, dans la rue de la Commanderie, et dont il réalisa d'ailleurs l'ensemble des vitraux. Cette œuvre, probablement réalisée vers 1907-1908, est en verre polychrome à couches multiples, gravées à l'acide fluorhydrique. Les luffas encadrent le haut de la fenêtre, alors que les nénuphars se développent dans la partie inférieure.
Transition entre l'extérieur et l'intérieur, l'exubérance végétale de la véranda, dite de la Salle, conçue par Jacques Gruber, introduit la nature dans la maison, mêlant fleurs, arbres, plantes aquatiques et oiseaux.

### Arts graphiques
Le fonds d'arts graphiques du musée de l'École de Nancy est composé d'un peu plus de 10 000 œuvres environ. Il s'agit pour la plupart de modèles préparatoires aux œuvres de l'École de Nancy, de documents d'architecture, d'affiches et d'estampes. Les dessins du musée ne sont pas exposés en permanence pour des raisons de conservation mais sont tout de même régulièrement visibles lors d'expositions.
Les collections d'arts graphiques du musée sont constituées de fonds très riches, tels que celui de l’atelier Gallé ou de Victor Prouvé (environ 2000 dessins), mais aussi d'ensembles moins importants, à l'instar des planches aquarellées et dessinées de Henri Bergé.

Ces planches, aujourd'hui désignées sous le terme d'Encyclopédie florale, représentent majoritairement des sujets de botanique dans l'esthétique de l'École de Nancy. Ce fonds documentaire renseigne sur les différentes étapes de création d'œuvres fabriquées par la verrerie Daum. Les planches de Henri Bergé, chef-décorateur pour Daum, servaient en effet de modèles à reproduire par les ouvriers de la verrerie et de supports de références pour la création et la réalisation de poncifs et décors. 

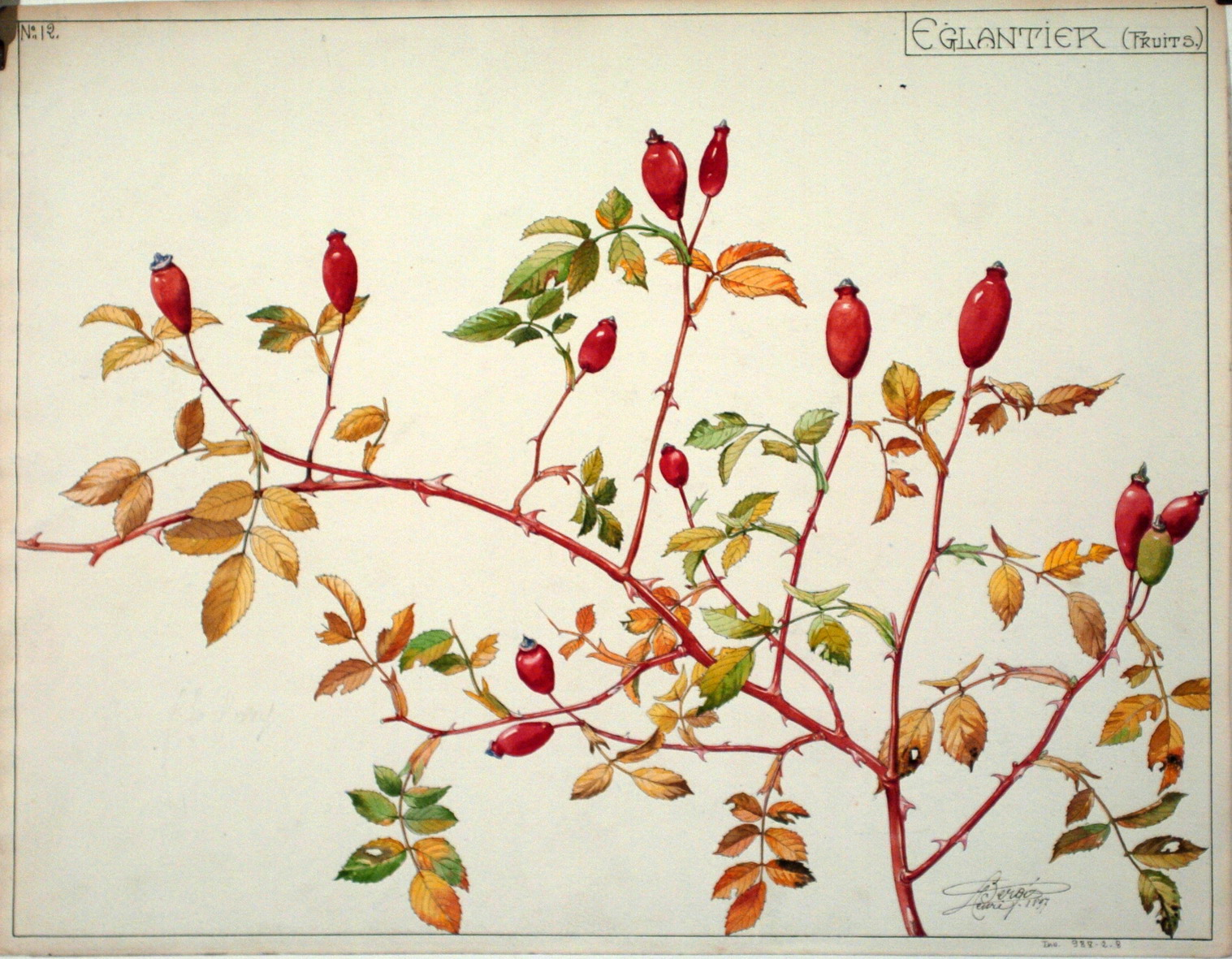
Étude de fruits d'églantier, 1897, Henri Bergé, Musée de l'Ecole de Nancy
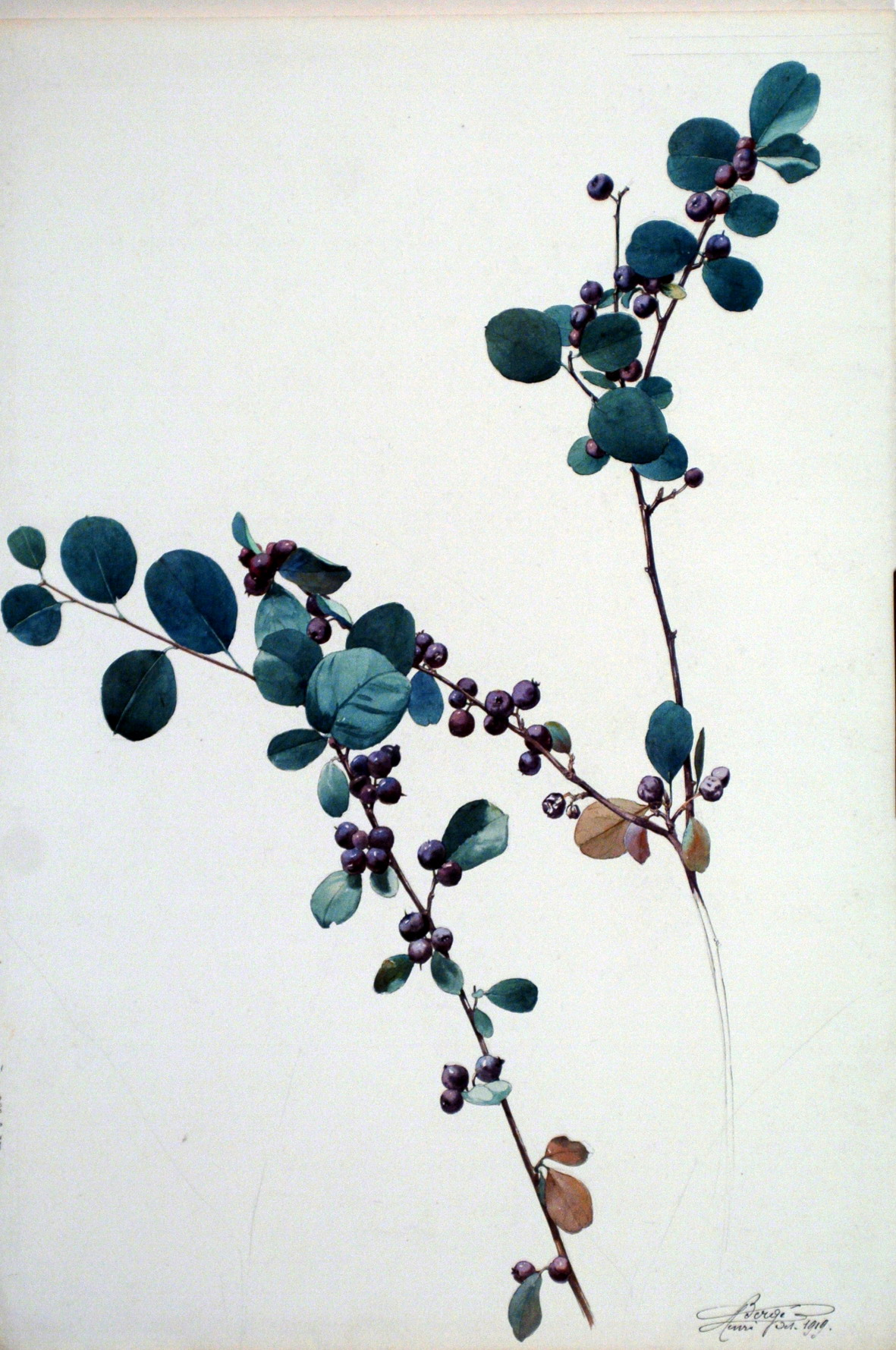
Étude de prunelles (?), 1919, Henri Bergé, Musée de l'Ecole de Nancy
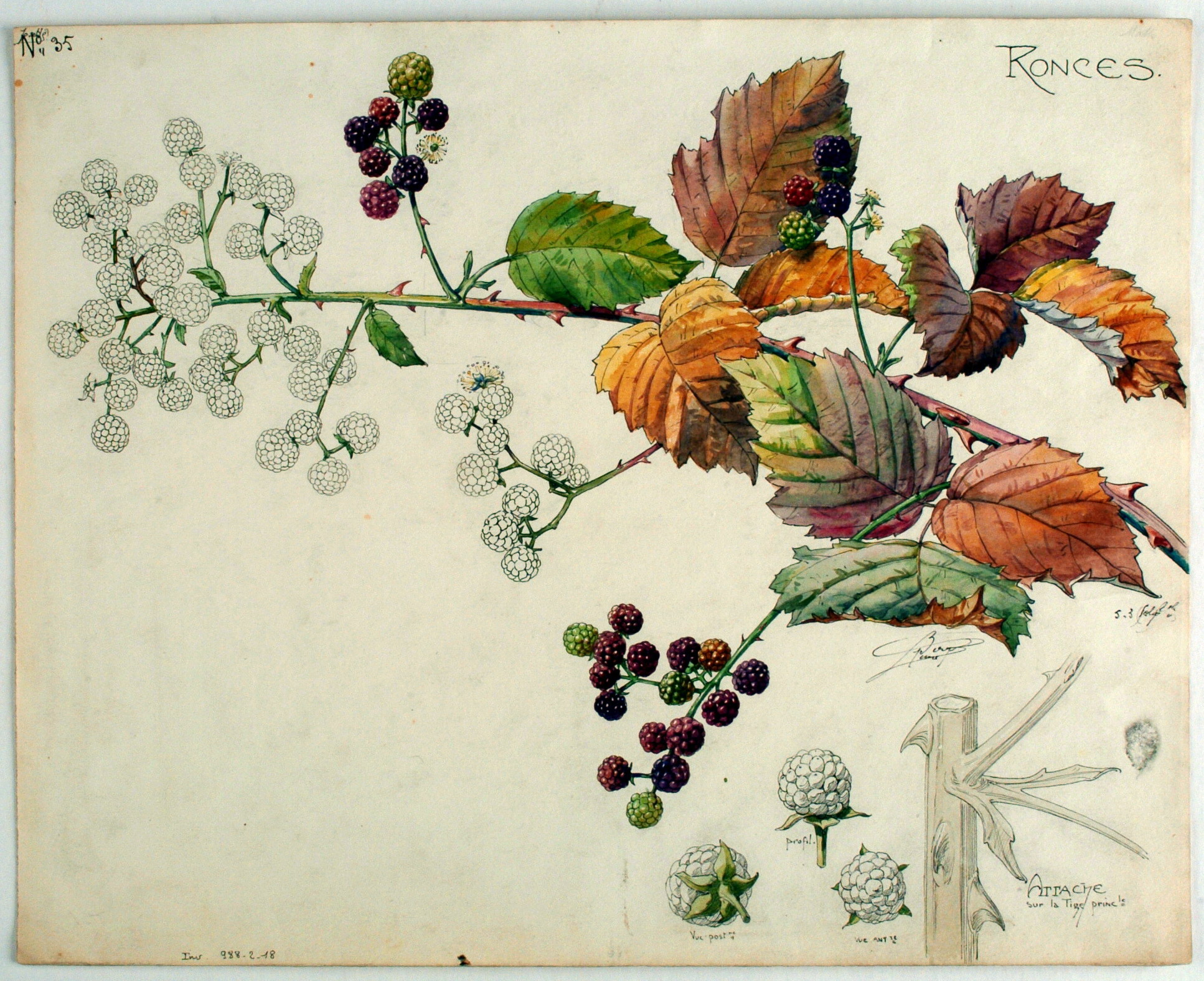
Étude de ronces, début du XXe siècle, Henri Bergé, Musée de l'Ecole de Nancy
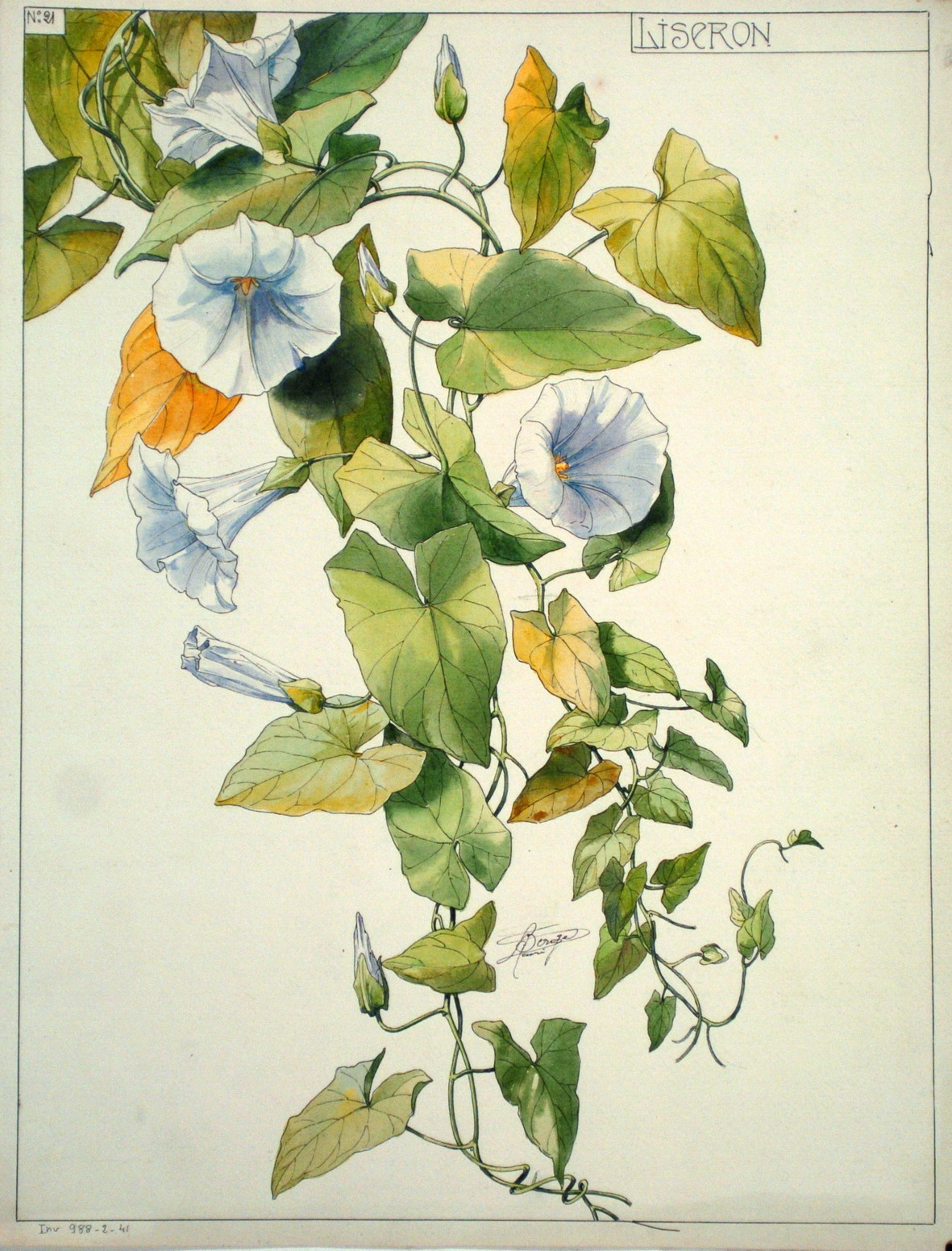
Étude de liserons, début du XXe siècle, Henri Bergé, Musée de l'Ecole de Nancy
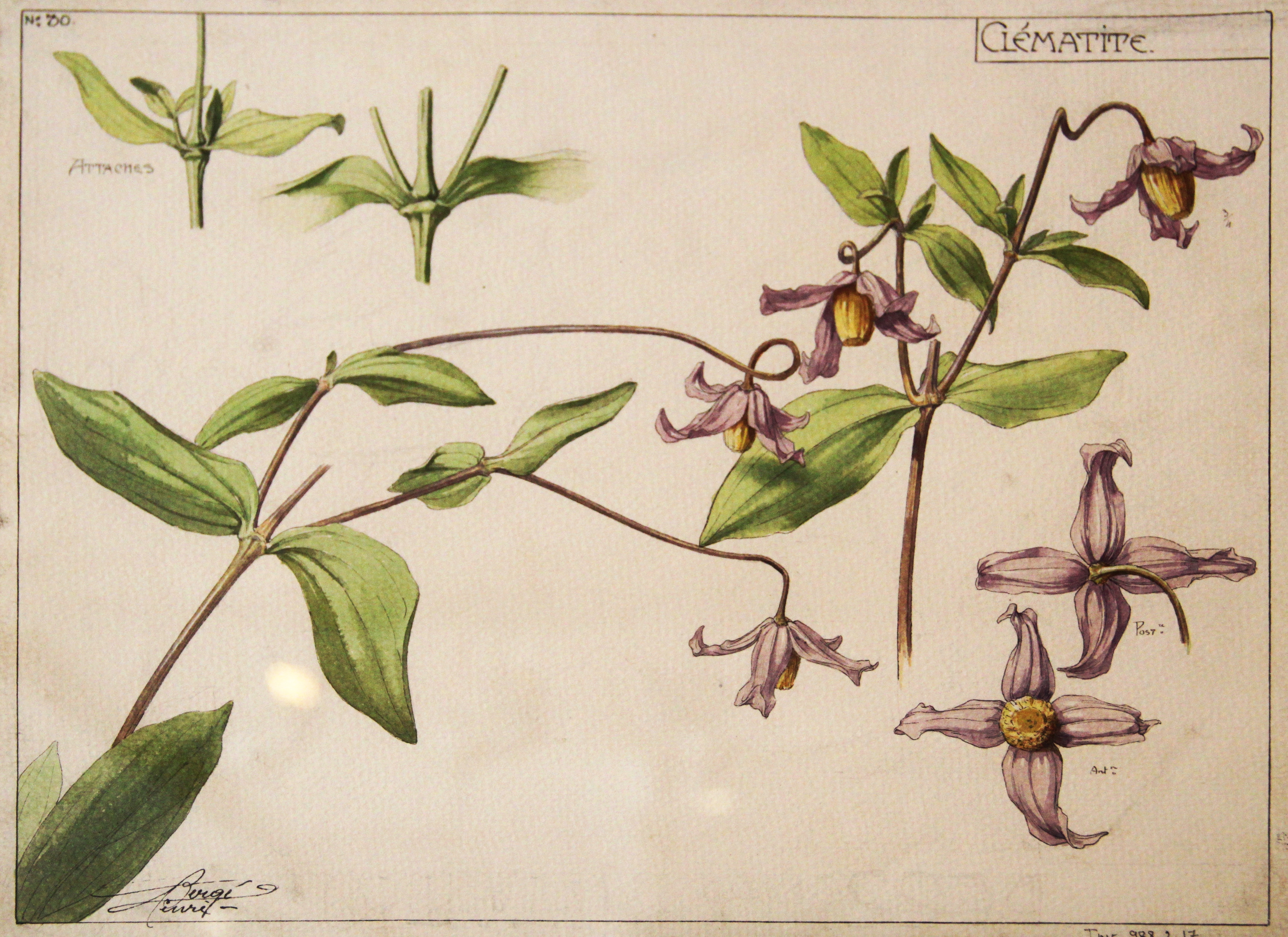
Étude de clématite, début du XXe siècle, Henri Bergé, Musée de l'Ecole de Nancy
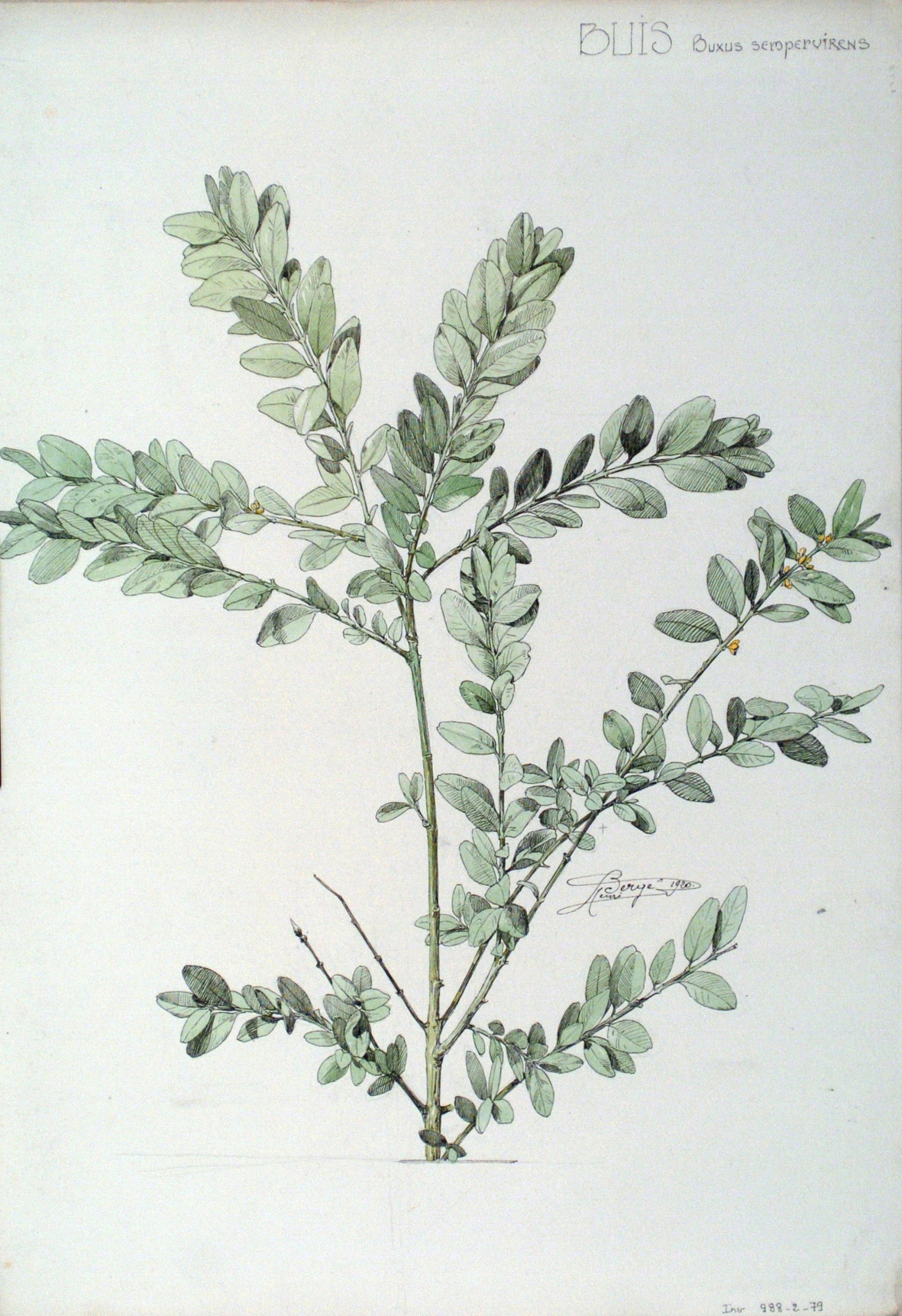
Étude de buis (Buxus sempervirens), 1920, Henri Bergé, Musée de l'Ecole de Nancy

## Jardin
Réhabilité en 1999 par le paysagiste Philippe Raguin, le jardin restitue les ambiances végétales du début du XXe siècle et constitue une oasis de verdure dans un quartier par ailleurs urbanisé.
Autour des bassins peuplés de nénuphars, on observe lilas, pivoines, hortensias et anémones, plantes issues des hybridations tentées à la fin du XIXe siècle par les horticulteurs nancéiens, tels Félix Crousse ou Lemoine père et fils. La très urticante berce du Caucase (Heracleum mantegazzianum) est conviée pour ses qualités ornementales, mais cette plante, découverte en 1895, en plein mouvement Art nouveau, a également été très représentée comme élément décoratif dans le mobilier, les ferronneries et les papiers peints de cette période.
Le jardin et l'aquarium ont été inscrits à l'inventaire supplémentaire des Monuments historiques par arrêté du 21 avril 1998.

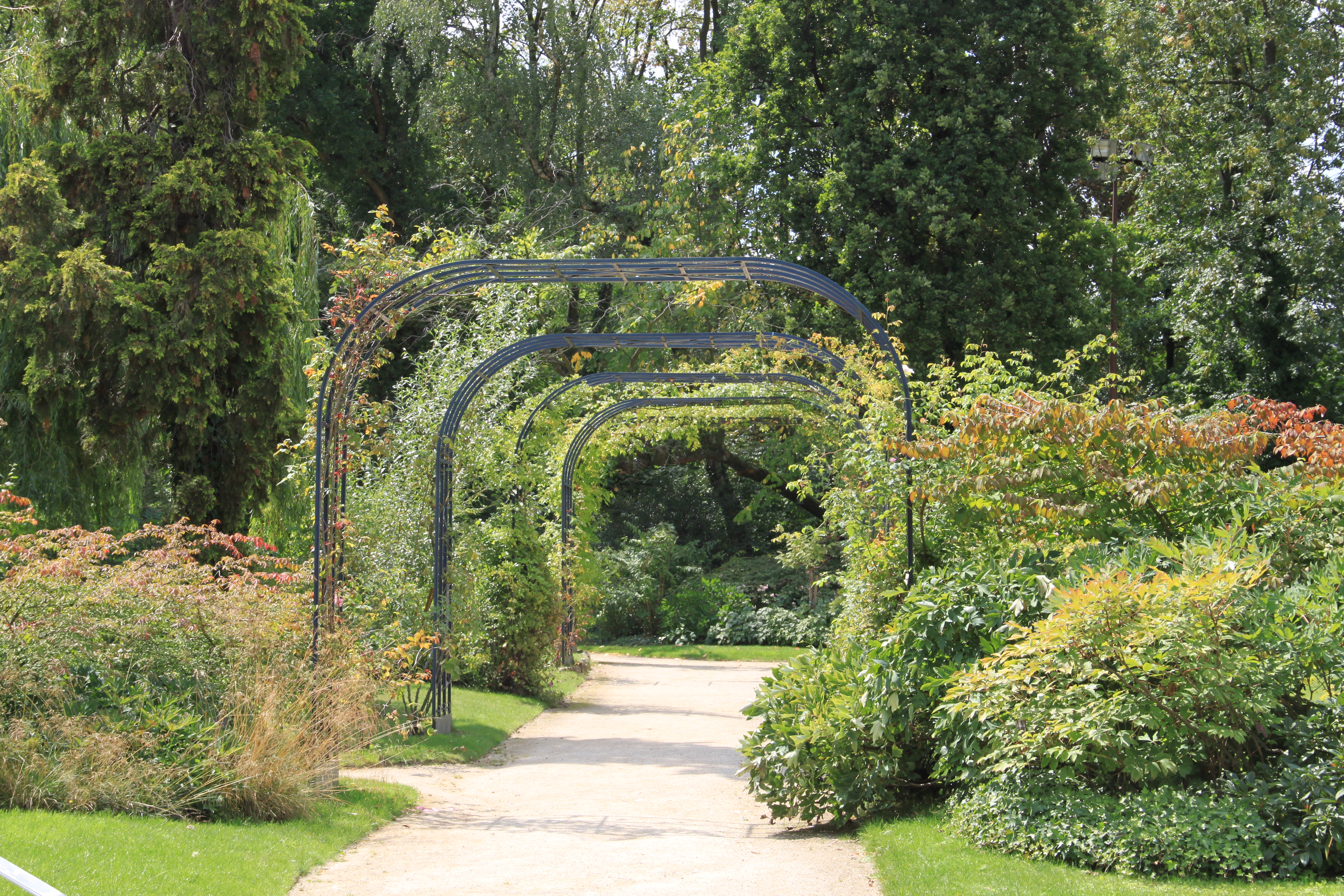
Vue du jardin.
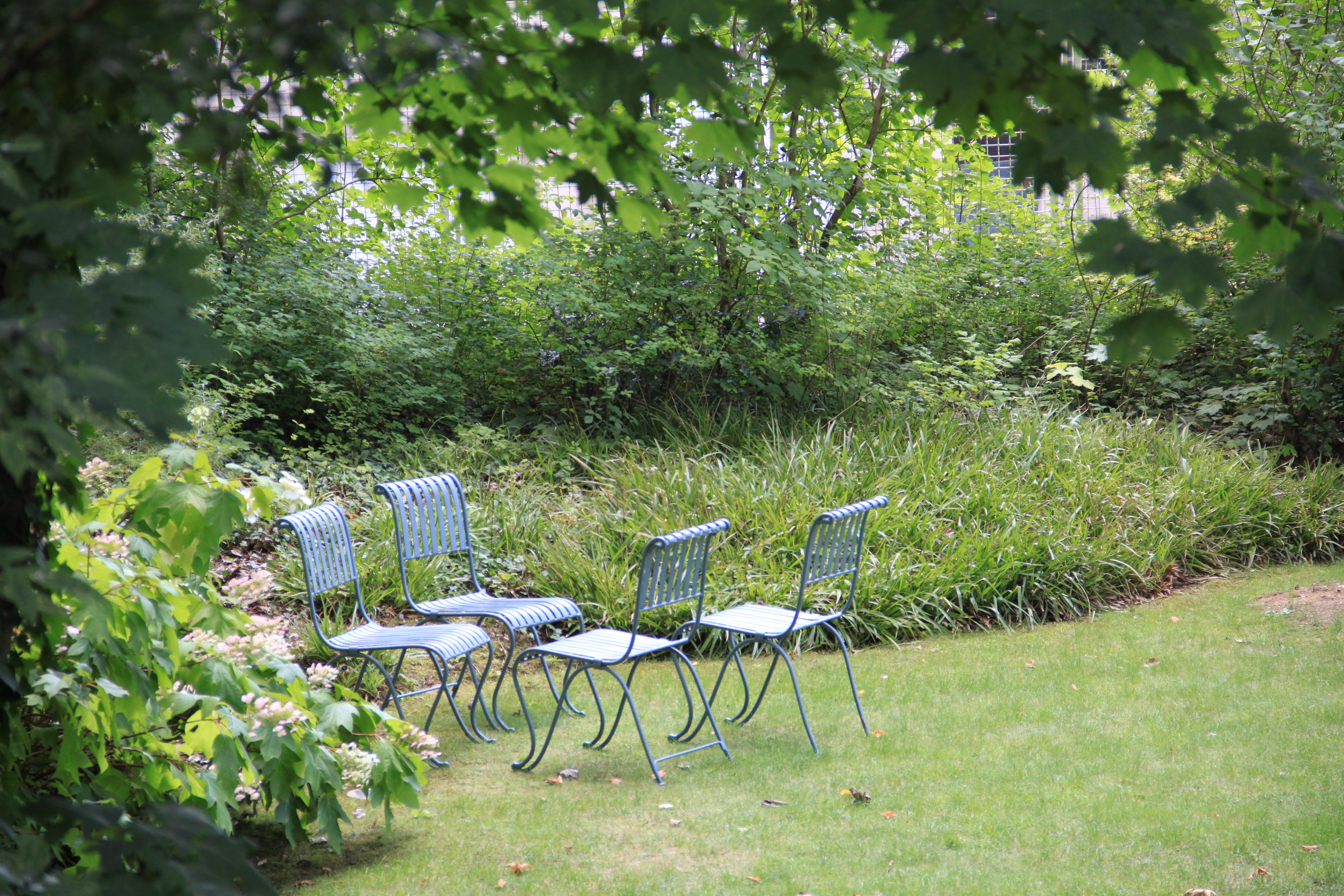
Vue du jardin.
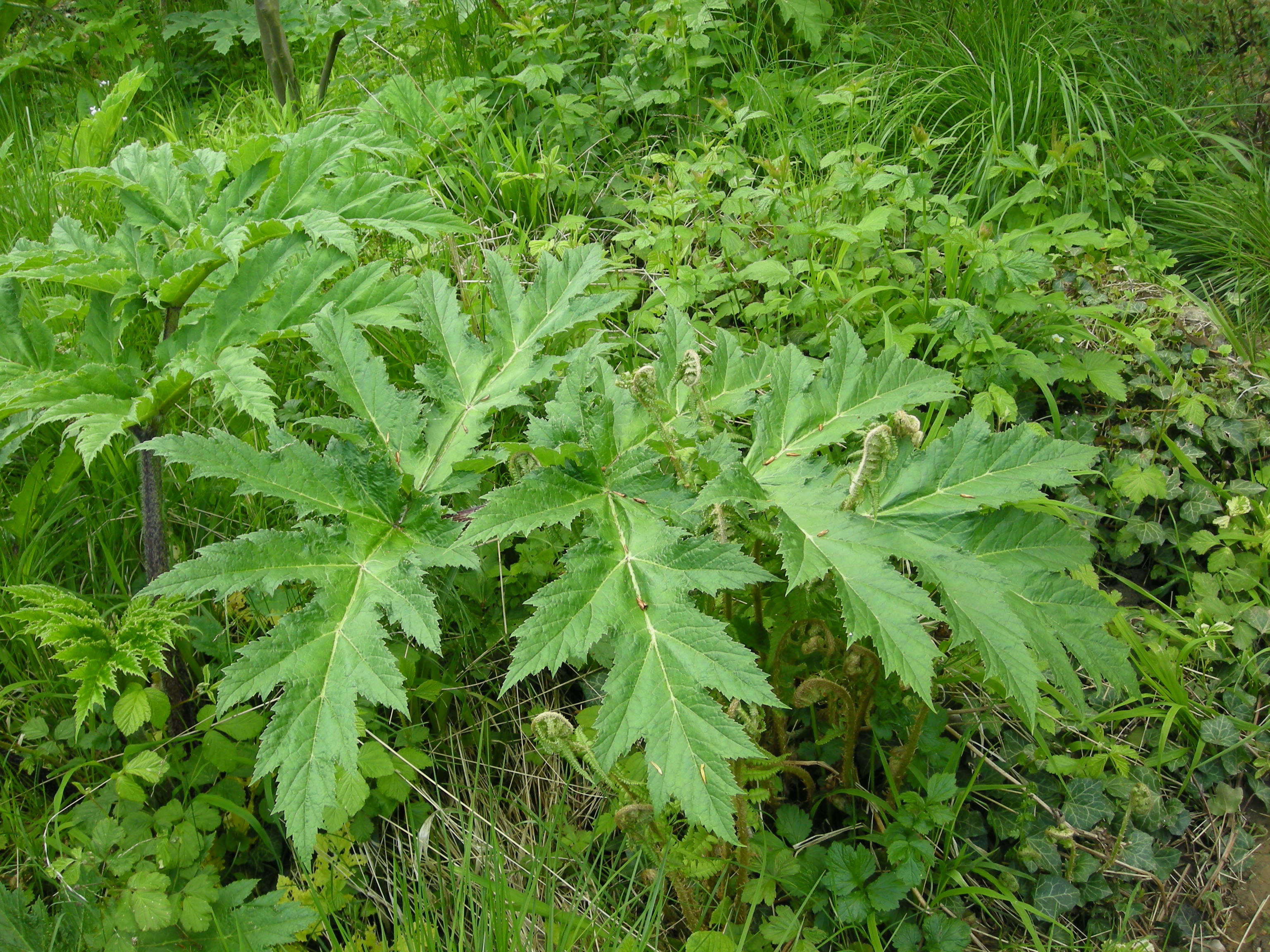
Au bord d'un bassin, la berce du Caucase.

### La porte en chêne
Une porte en chêne exécutée par l'ébéniste Eugène Vallin pour les ateliers d'Émile Gallé, en 1897, a été installée dans le jardin du musée dès 1964. Restaurée en 1999, elle a été remontée dans l'alignement d'un nouveau treillage prolongeant l'aile latérale du musée.
La devise de Gallé, « Ma racine est au fond des bois », y est gravée. Des feuilles de marronnier composent un décor stylisé. Les quatre influences principales de l'École de Nancy y sont perceptibles : art médiéval, japonisme, naturalisme et rationalisme.

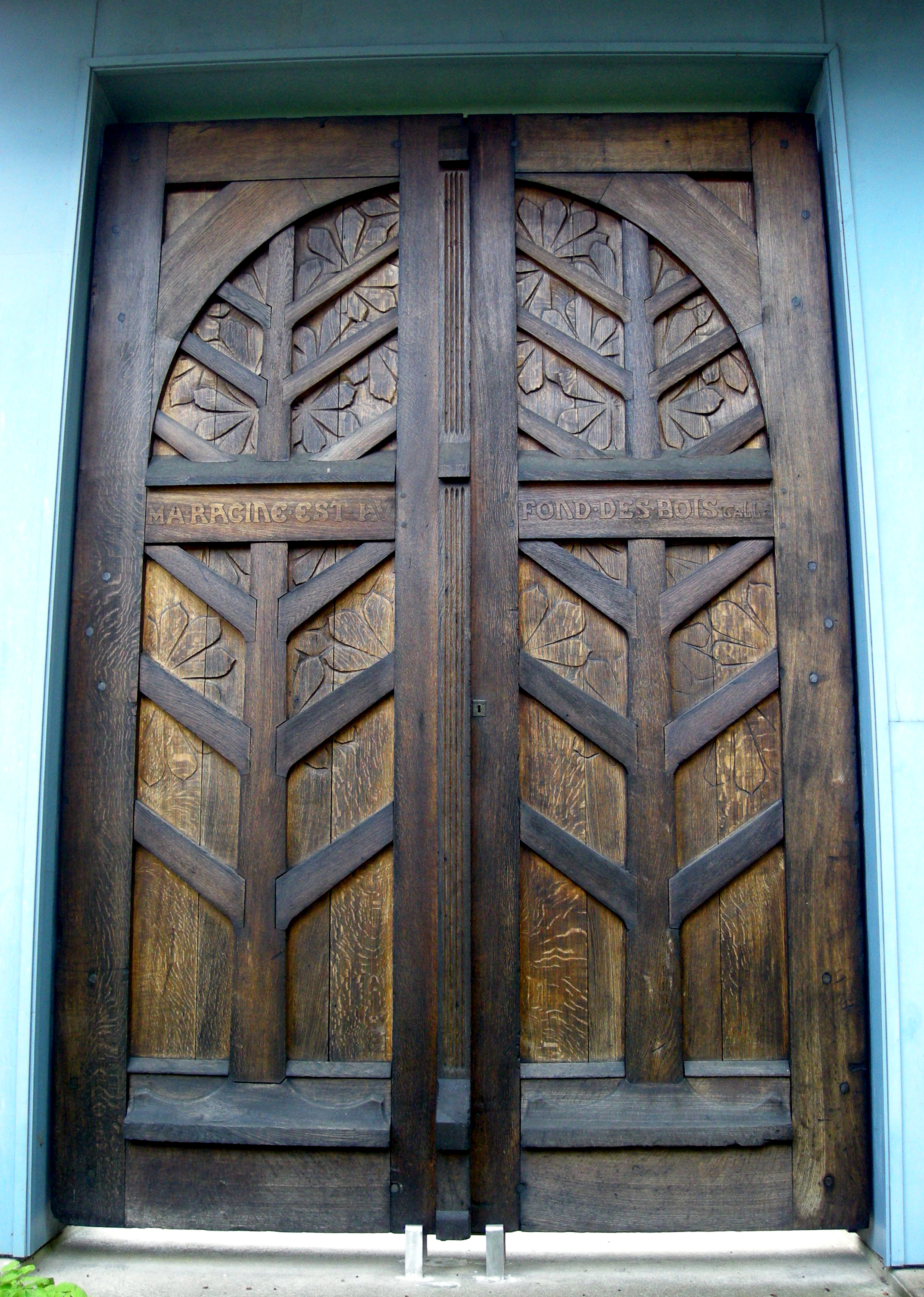
La porte en chêne d'Eugène Vallin.

### Le monument funéraire
Érigé en 1901 au Cimetière de Préville, à Nancy, un monument funéraire à la mémoire de la femme de l'écrivain Jules Nathan, dit Jules Rais, a été placé dans le jardin du musée en 1969. Il est l'œuvre de l’architecte Xavier Girard et du sculpteur parisien Pierre Roche (1855-1922). C'est en souvenir de sa jeune femme, Georgette Vierling, morte le 21 mai 1899, que Jules Nathan, critique d’art originaire de Nancy, fit construire cette sépulture, ornée de vitraux à décor floral d’Henri Carot et surmontée d'un lys en grès émaillé d'Alexandre Bigot (1862-1927). C'est l'un des premiers exemples d’architecture funéraire Art nouveau à Nancy.

Vue générale du monument funéraire.
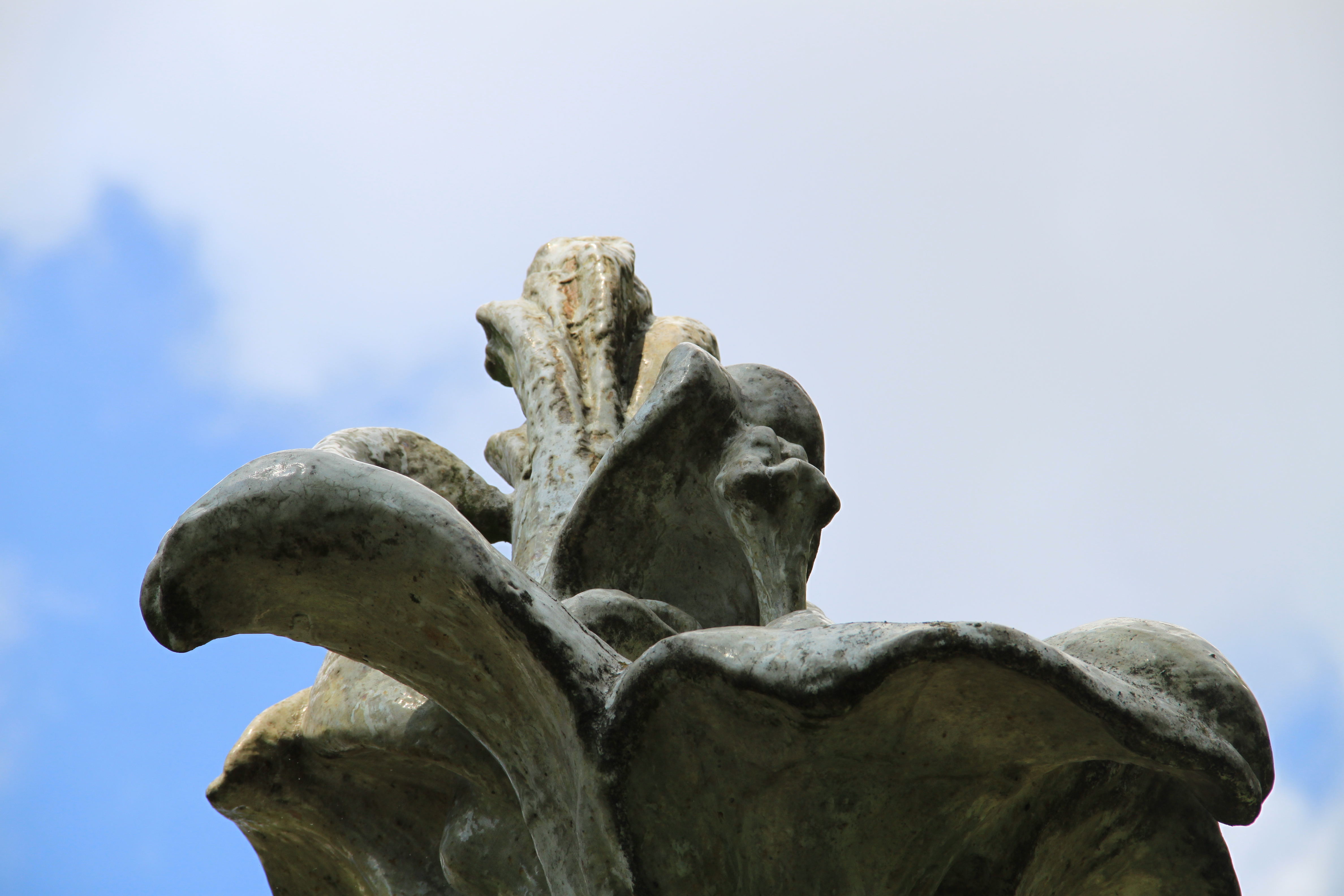
Détail du monument funéraire.
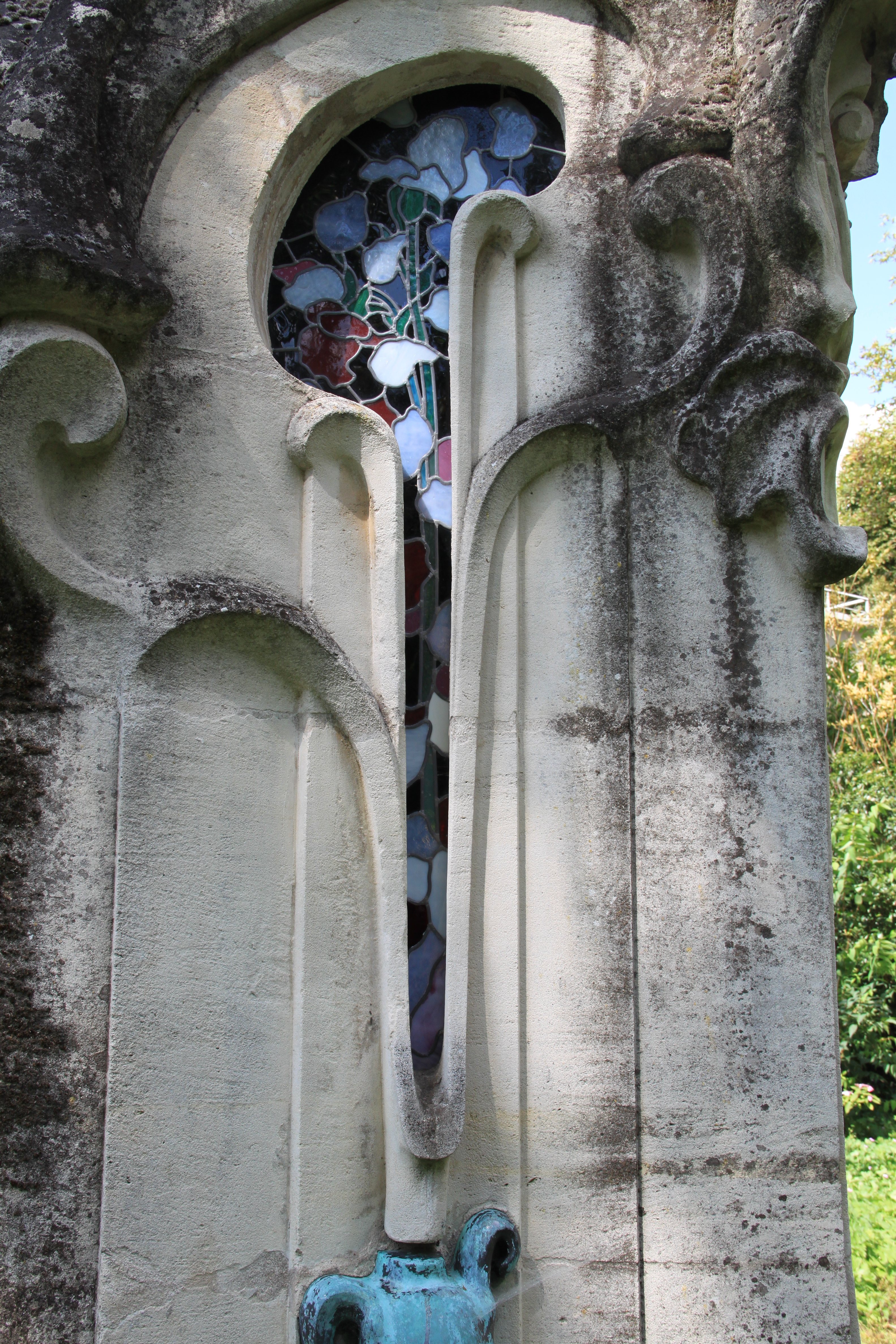
Vitrail sur le monument funéraire.

### L'aquarium
Vers 1904, un pavillon circulaire abritant un aquarium est construit dans le jardin, à l'initiative d'Eugène Corbin.
Cet édifice original, qui s'apparente aux folies du XVIIIe siècle, est attribué à l'architecte nancéien Lucien Weissenburger. La toiture en forme d'ombrelle témoigne de l'inspiration japonaise. La porte et les impostes des fenêtres sont ornées de vitraux de Jacques Gruber.
Déjà rénové en 1999, le pavillon accueillait des poissons visibles depuis le rez-de-chaussée. Il fait à nouveau l'objet de travaux de restauration en 2008.

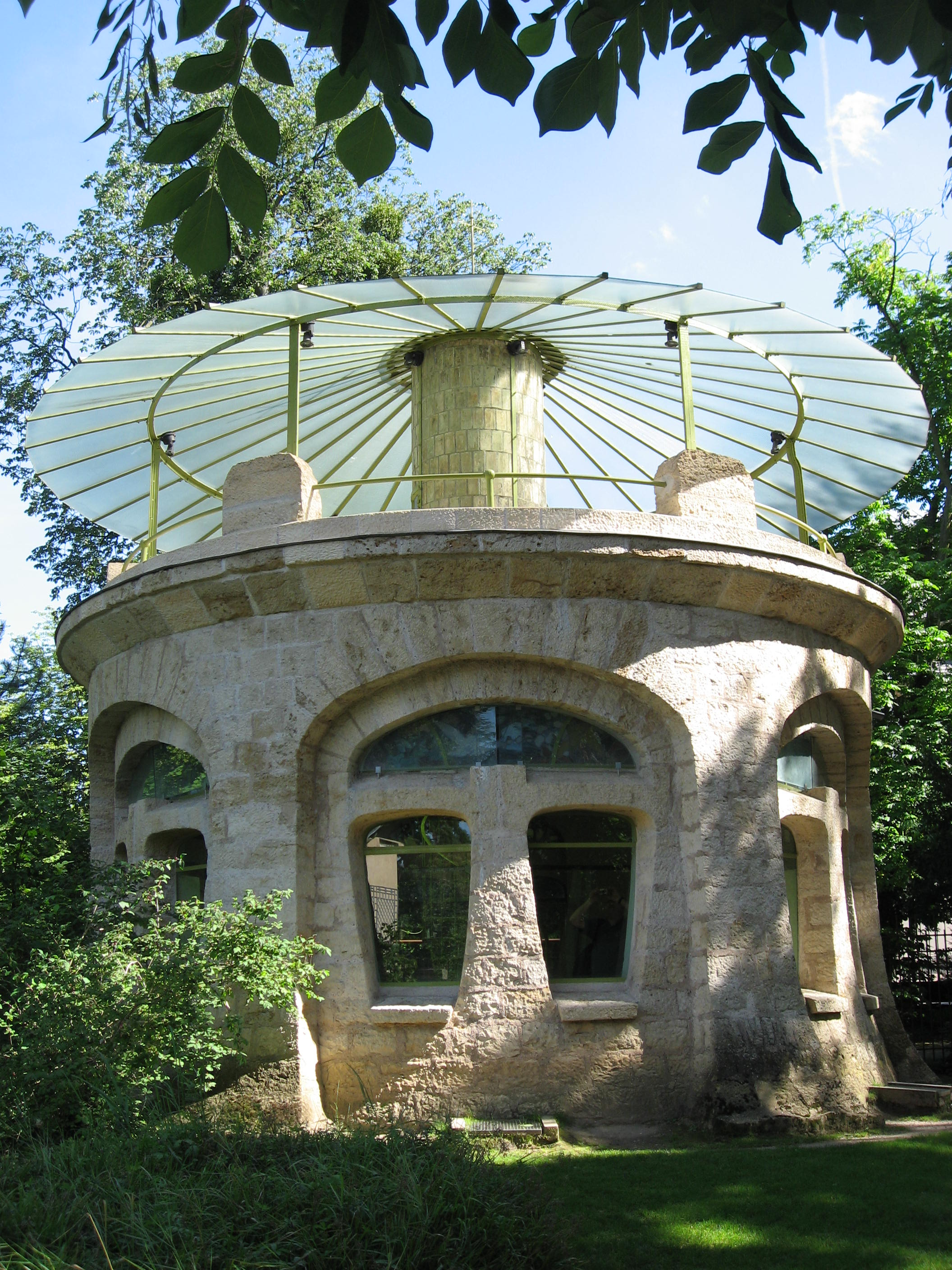
Extérieur de l'aquarium.
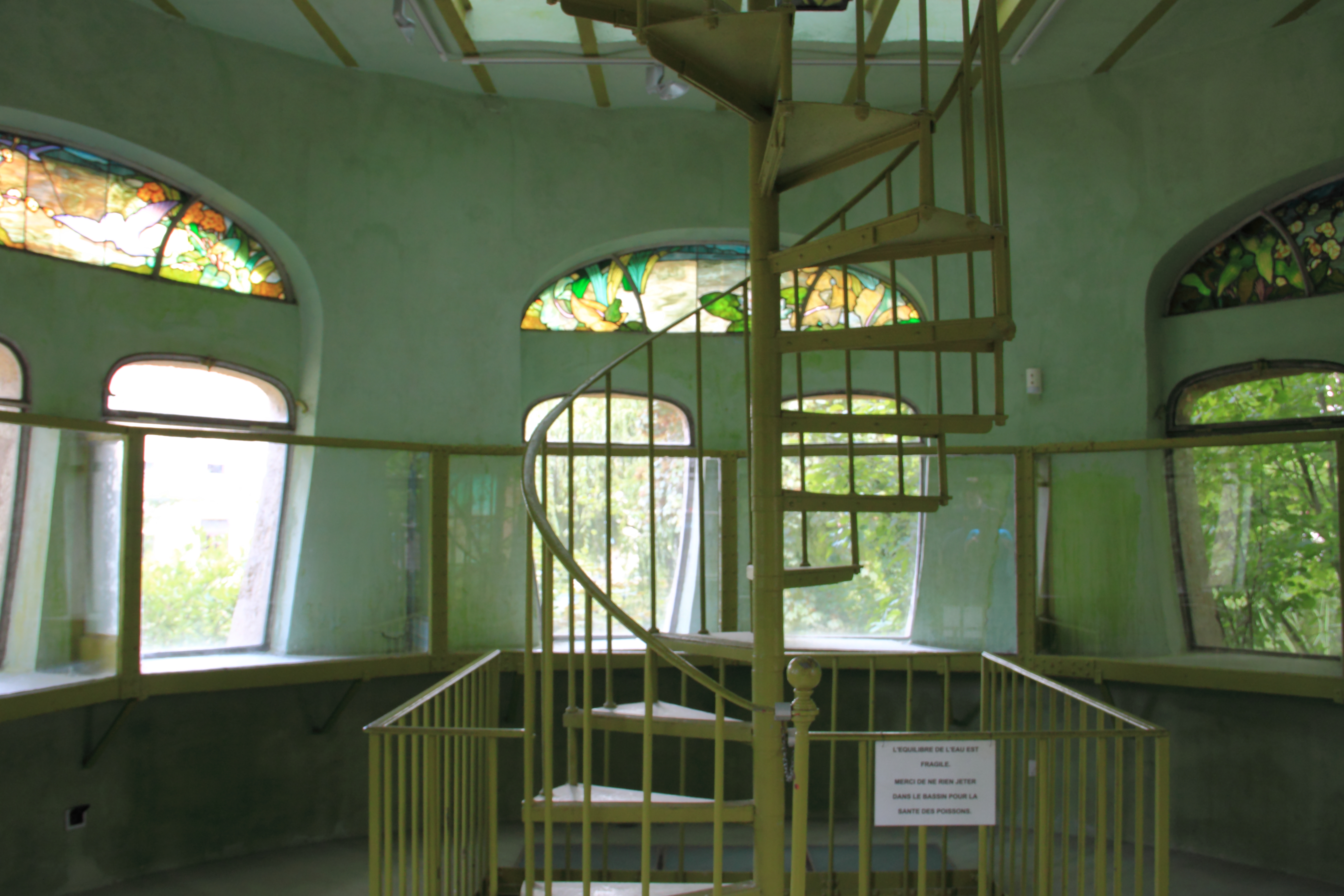
Intérieur de l'aquarium.
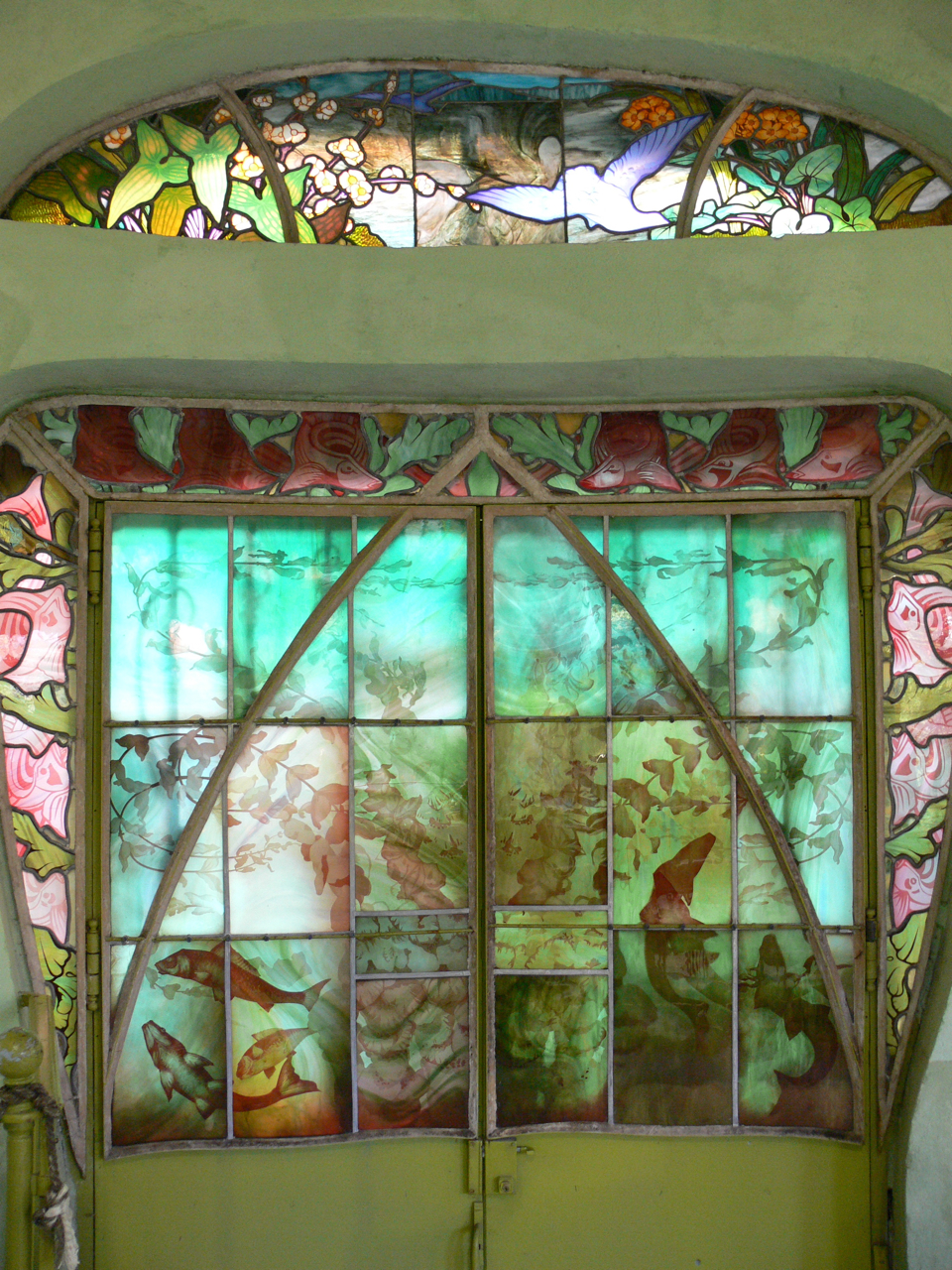
Vitrail de l'aquarium.
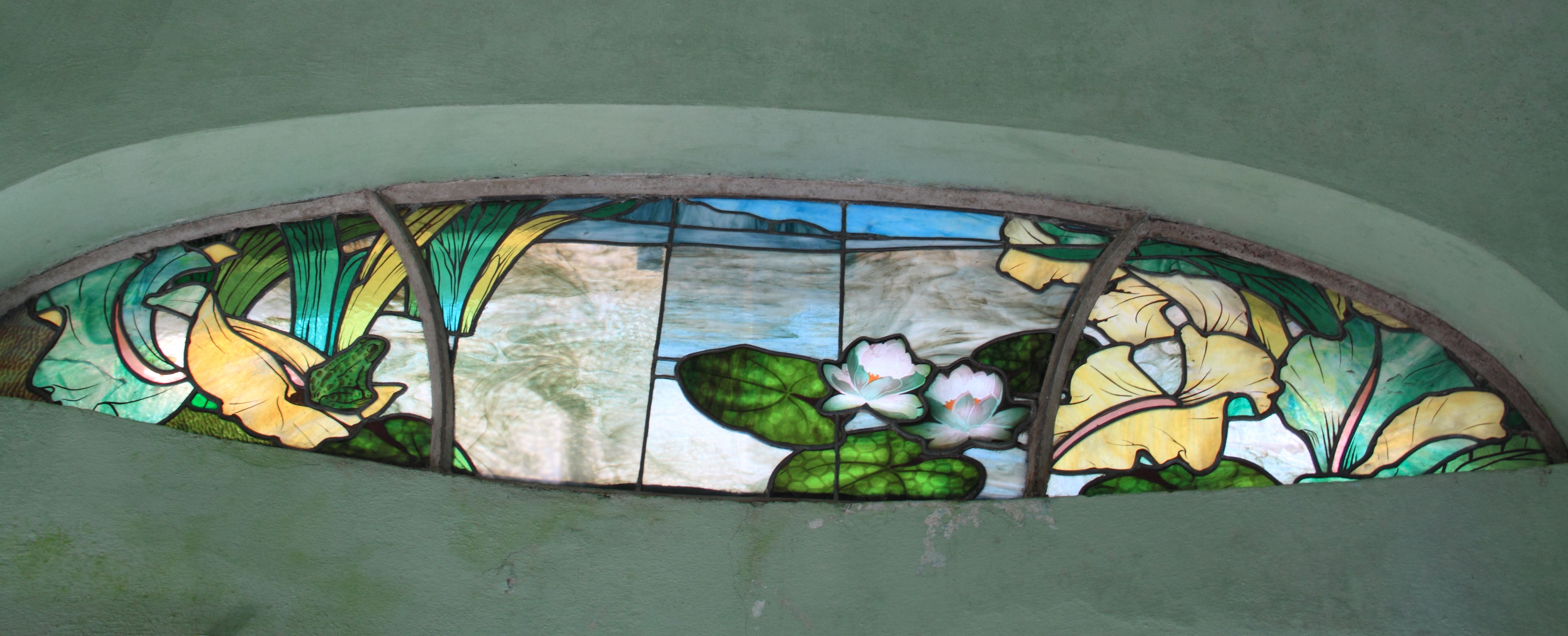
Vitrail de l'aquarium.

### La statue de Louis Majorelle
Une statue de l'ébéniste-décorateur Louis Majorelle, pensif, agrémente le jardin. Au fil des années elle tend à prendre la couleur de son environnement végétal.

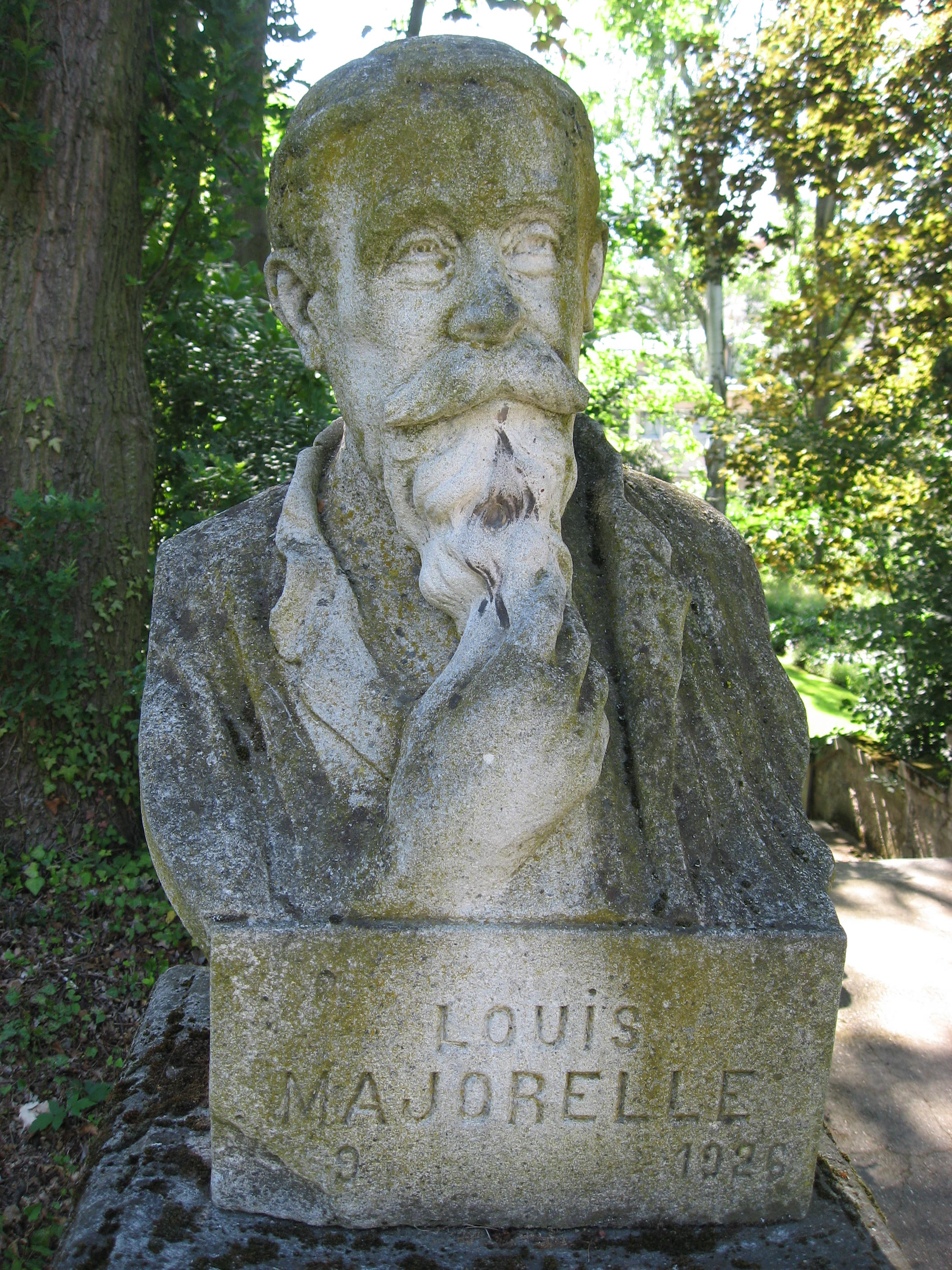
Statue de Louis Majorelle.

## Expositions temporaires
Le musée accueille régulièrement des expositions temporaires, comme en 2008, avec celle intitulée Victor Prouvé au musée de l'École de Nancy.

## Fréquentation
| Année | Entrées gratuites | Entrées payantes | Total  |
| ----- | ----------------- | ---------------- | ------ |
| 2001  | 18 965            | 29 930           | 48 895 |
| 2002  | 18 731            | 29 325           | 48 056 |
| 2003  | 20 175            | 28 220           | 48 395 |
| 2004  | 21 037            | 35 079           | 56 116 |
| 2005  | 19 338            | 35 844           | 55 182 |
| 2006  | 16 631            | 26 014           | 42 645 |
| 2007  | 26 211            | 33 295           | 59 506 |
| 2008  | 24 775            | 25 329           | 50 104 |
| 2009  | 28 325            | 33 869           | 62 194 |
| 2010  | 21 065            | 26 050           | 47 115 |
| 2011  | 29 196            | 38 754           | 67 950 |
| 2012  | 22 676            | 31 914           | 54 590 |
| 2013  | 19 700            | 24 411           | 44 111 |
| 2014  | 30 862            | 24 359           | 55 221 |
| 2015  | 14 812            | 25 840           | 40 652 |
| 2016  | 15 243            | 25 122           | 40 365 |
| 2017  | 14 668            | 27 916           | 42 584 |